# Pelzhalbfabrikat

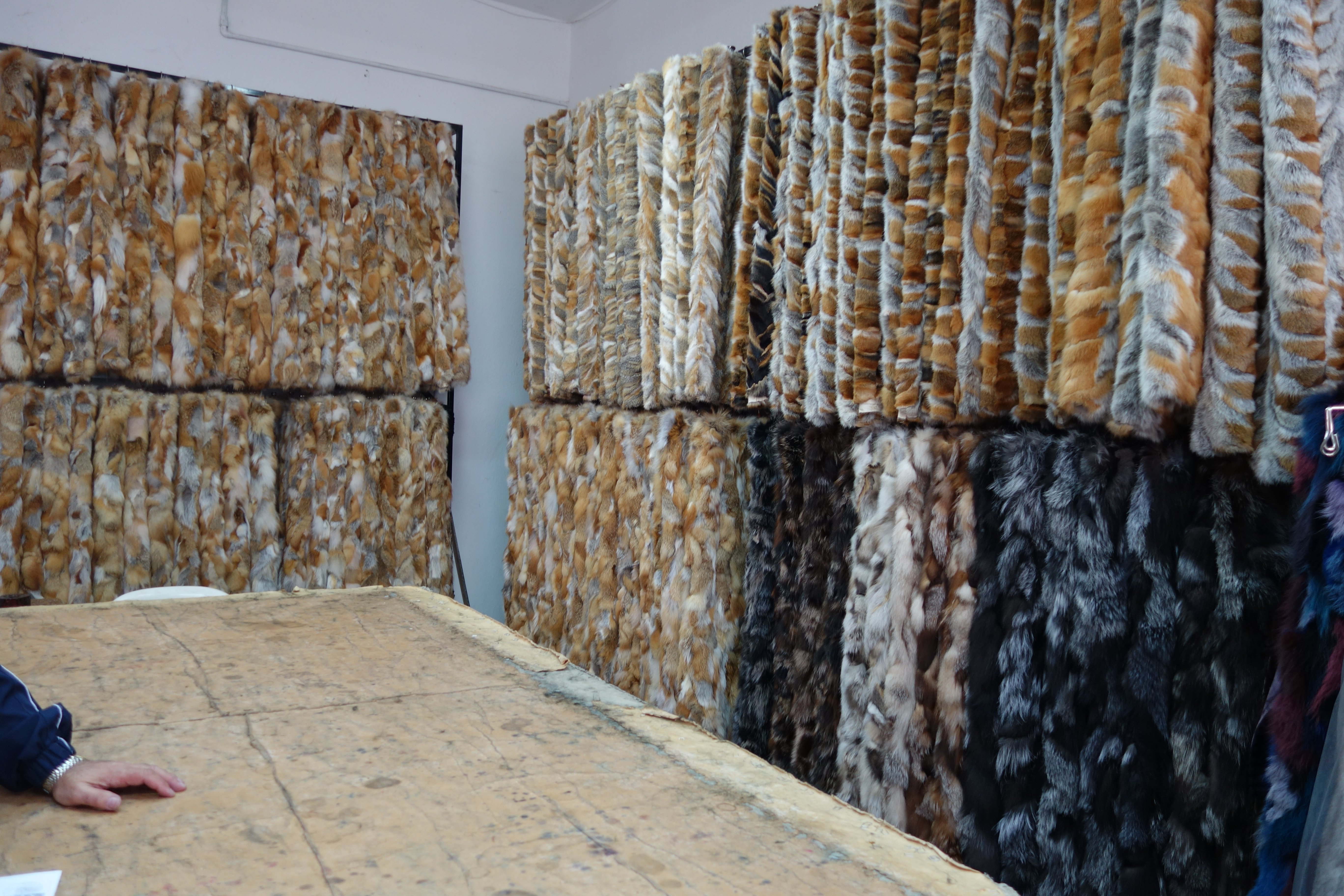
Bodys aus Fuchsfell-Resten in einer griechischen Kürschnerei (2014)

Pelzhalbfabrikate, auch Pelzhalbfertigprodukte oder Tafelware, sind für die Weiterverarbeitung zu Pelzbekleidung vorbereitete Flächen aus Fellen oder Fellresten. Entsprechend ihrer Größe oder Form werden sie als Streifen, Tafeln, Platten, Futter oder Bodys (fachsprachlich: „das“ Body), gehandelt, vormals auch als Säcke, sowie aus China als Kreuze und Robes. Unverarbeitete, nur gegerbte (zugerichtete) Felle werden in der Pelzbranche heute nicht mehr als Halbfabrikate bezeichnet (im Gegensatz zu früherer Zeit).
Für eine ausführliche Beschreibung der regelmäßig zu Pelzhalbfabrikaten verarbeiteten Fellreste (Pelzstücken) siehe → Pelzreste.

## Allgemein
Das Warenangebot des Rauchwarenhandels umfasst Einzelfelle und Tafelware oder unter ähnlicher Bezeichnung gehandelte Fabrikate. Einzelfelle werden vom Großhandel vor dem Verkauf meist in Mantel- oder Jackensortimente gebündelt.
Für die Halbfabrikate werden Einzelfelle oder Fellreste zu größeren Flächen zusammengenäht; Fellreste sind der bei der Verarbeitung des Kernstücks eines Felles anfallende „Abfall“. Diese Halbfabrikate haben verschiedene Vorteile. Im Hinblick auf die Pelzveredlung sind sie wegen ihrer Größe rationeller und leichter zu scheren, zu rupfen und zu färben. Durch Bedrucken aufgebrachte großflächige Musterungen sind so überhaupt erst möglich. Die zur Verfügung stehenden Fell-, insbesondere die Fellstückenmengen, sind in der Regel erheblich größer, als sie dem Einzelhandel betreibenden Kürschner zur Verfügung stehen. Die Halbfabrikate ermöglichen nicht nur eine rationellere Arbeit für den Tafelhersteller und den endverarbeitenden Kürschner, sondern vor allem auch sauberere Sortimente in Bezug auf Farbe, Haarstruktur und Qualität. Es kommen diese vorgefertigten Erzeugnisse den Erfordernissen der endverarbeitenden Werkstätten auch insofern zugute, dass in Anbetracht der kurzen Verkaufssaison dort sehr viel mehr Aufträge ausgeführt werden können.
Neben den Fellstücken werden vor allem kleine Felle zu Halbfabrikaten über- und nebeneinander zusammengesetzt. Es sind dies unter anderem Felle vom Maulwurf, von Hörnchenartigen, vom Wiesel, Bisam bis zu etwas größeren Fellen wie Kanin, Zickel, Nutria, Persianer oder Nerzen, letztere auch nur nebeneinandergenäht, zu schmalen Streifen in Jacken- oder Mantellänge ausgelassen.
Modelle mit einem größeren Fellverbrauch werden, wenn das Material auch in Sortimenten (Fellbunde) gehandelt wird, im Detailgeschäft in der Regel nicht aus Tafelware gearbeitet. Ebenso lassen sich Schnittmuster mit etwas ausgefallener Verteilung der Felle oder Führung der Fellbahnen schwieriger, im Einzelfall überhaupt nicht aus Tafeln herstellen.

## Geschichte

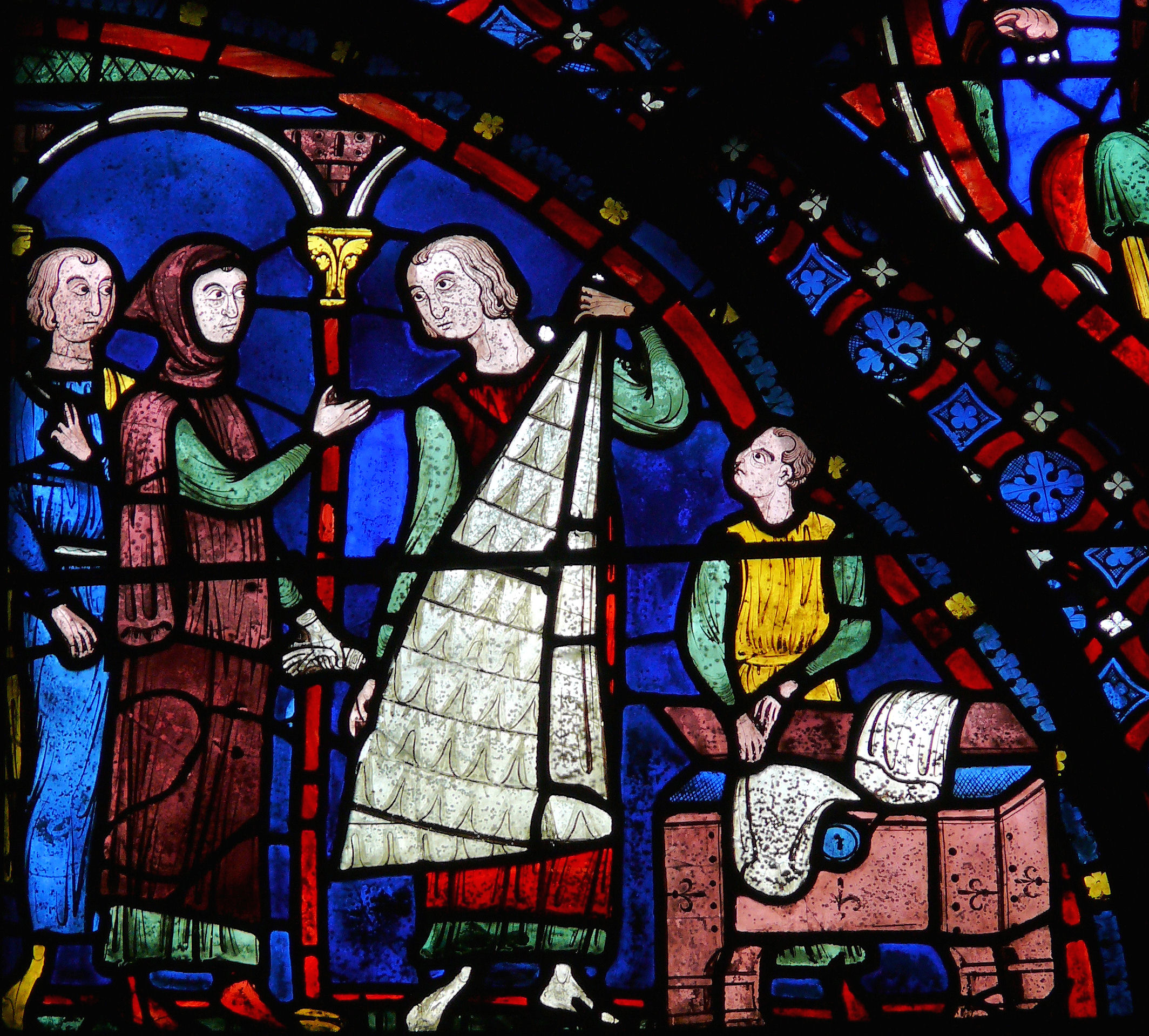
Kirchenfenster von Chartres

Die Herstellung von Pelzhalbfabrikaten ist seit erheblicher Zeit in China, Griechenland, Russland und Deutschland beachtlich entwickelt. Gesichert ist die Herstellung in Europa ab dem 13. Jahrhundert.
Bereits im Mittelalter fertigte der Kürschner in Mittel- und Nordeuropa Pelzfutter auf Vorrat an. Futtertafeln aus Feh, das Fell des russischen Eichhörnchens, waren die wichtigsten Produkte der städtischen Kürschner im 13. und 14. Jahrhundert. Verarbeitet wurden die Feh als ganze Felle, Wammen oder Rücken, einfach rechteckig zugeschnitten, für billigere Futter außerdem die erst einmal abgefallenen Reste, Köpfe, Beine oder Pfoten und Schweife. Sie wurden in Streifen oder Reihen zusammengesetzt, in England „tiers“ oder „fessi“ genannt, und dann zu einem Rechteck zusammengenäht. Das in England „fur“ genannte Halbfertigprodukt hieß auch „furrura“, „penula“, „penne“, „pane“ oder „mantle“. Für die „hood“ („Kapuze“, ein kurzer Mantel oder Umhang) genannten Kleidungsstücke wurden drei- oder vier „tiers“ gebraucht, für „furs“ selten weniger als sechs, häufiger sieben- oder acht Reihen, manchmal aber auch zehn- oder elf. Bettüberwürfe bestanden aus zehn bis zwanzig „tiers“.
Das Futter wurde später dem Kunden vom Kürschner in einen vom Schneider anzufertigenden Überrock, der Schaube, eingepasst. Ein Glasfenster der Kathedrale von Chartres aus der ersten Hälfte des 13. Jahrhunderts zeigt einen Kürschner mit einem Lehrling, der seiner Kundschaft eines seiner, in einer Truhe aufbewahrten Fehwammenfutter anbietet (siehe Abbildung). Für eine Fehtafel galten bestimmte Größenvorschriften. Jede Wamme wurde auf eine Länge von etwa 14 und eine Breite von vier bis fünf Zentimeter zugeschnitten. Für acht Reihen beziehungsweise Zeilen wurden etwa 120 Felle benötigt, so dass das fertige Futterteil beziehungsweise der Innenpelz eine Länge von 112 Zentimeter und eine Breite von 76 Zentimeter hatte. Ende des 19. Jahrhunderts nannte der Kürschner diese Tätigkeit, das Zusammensetzen von kleinen Fellen zu Futtertafeln, noch „das Zeilen“.
Im Jahr 1844 hieß es zu den besonderen Zählmaßen im Fellhandel:

„Eine der Rauchwaaren allein zukommende Berechnung ist nach Tafeln und Säcken. Beides sind eine bestimmte Anzahl zusammengenähter Felle. Eine Tafel (heißt auch ein Futter) enthält stets weniger als einen Sack, z. B., eine Tafel Hamster gleich 30–60 Stück, eine Tafel russische Maulwürfe für China 40–50 Stück. Ein Sack enthält stets so viele Felle, als zu einem vollständigen Männerpelze nothwendig sind. Er hält also destomehr Felle, je kleiner das Thier ist; z. B. ein Sack Wölfe 10–12 Stück, ein Sack von Hasenrücken 24 Stück, einer von Hasenseiten und Bauch 48 Stück, einer von Hamstern 120 Stück, einer von Hermelin oder kargopolschen Vehrücken 160 Stück. Unter einem Sack Rauchwaaren hat man also nicht einen Sack voll solcher Felle zu verstehen.“

Im 16. und 17. Jahrhundert bestand die Bezeichnung Tafelmacher bzw. Tafelmeister für die Kürschner, die sich mit dem Herstellen von Felltafeln und Fellfuttern beschäftigten. Sie traten ursprünglich nicht als selbständige Kürschner auf, sondern waren mit dieser Spezialarbeit bei einem Kürschner angestellt. Im ausgehenden Mittelalter „bildeten sie ein Mittelglied zwischen Meister und Gesellen und rekrutierten sich wohl vielfach aus solchen, welche ihrer Mittellosigkeit halber oder aus anderen Gründen die Meisterprüfung nicht machen konnten und sich auf die Anfertigung von Halbfabrikaten im Lohnwerk beschränkt sahen. Sie waren die Vorläufer der späteren Zurichter und Sackreißer“.
Das Zusammennähen der Felle oder der Fellstücken erfolgt heute mit der Pelznähmaschine durch speziell dafür ausgebildete Arbeitskräfte. Diese Arbeit erfordert trotz der Maschine eine erhebliche Übung und Fingerfertigkeit. Die Pelznähmaschine wurde 1872 erfunden. Insbesondere aus den bedeutenden pelzproduzierenden Ländern China und Russland kamen noch bis in die zweite Hälfte des 20. Jahrhunderts auch mit der Hand genähte Tafeln.
Erst nach dem Zweiten Weltkrieg begann man Tafeln herzustellen, die für einen ganzen Mantel oder eine Jacke ausreichen, so genannte Bodys. Die Weiterverarbeitung von Bodys ist für den Kürschner noch einmal einfacher als die von Tafeln und ähnlichen Produkten, der Mantel ist in seinen Hauptteilen bereits fertig vorbereitet. Der Anstoß kam aus New York, wo der deutschstämmige Kurt Seelig mit der Bodyfertigung begonnen hatte. Das Produkt wurde schnell ein wesentlicher Exportartikel des Pelzhandels nicht nur der USA und Griechenlands, sondern auch für Großbritannien.
Die lohnintensive Stückenverarbeitung ist hauptsächlich in der griechischen Provinz Kastoria und in China verbreitet, auch Felltafeln kommen ganz überwiegend aus China. Beide Länder haben darin eine sehr lange Tradition. Ein Zentrum der Herstellung von Breitschwanzbodys ist Israel. Die Londoner Firma M. Bardiger war dagegen für ihre auf Nerz veredelten Bisam- und Murmelbodys bekannt, die sie in herausragender Qualität anbot. Ebenfalls in England ansässig war die Firma Barmole, die Tafeln aus den qualitativ besonders guten schottischen Maulwurffellen herstellte. In Deutschland und Österreich dürfte es, schon wegen des hohen Lohnniveaus, wohl keine Tafel- oder Bodyproduktion mehr geben.

### Deutschland

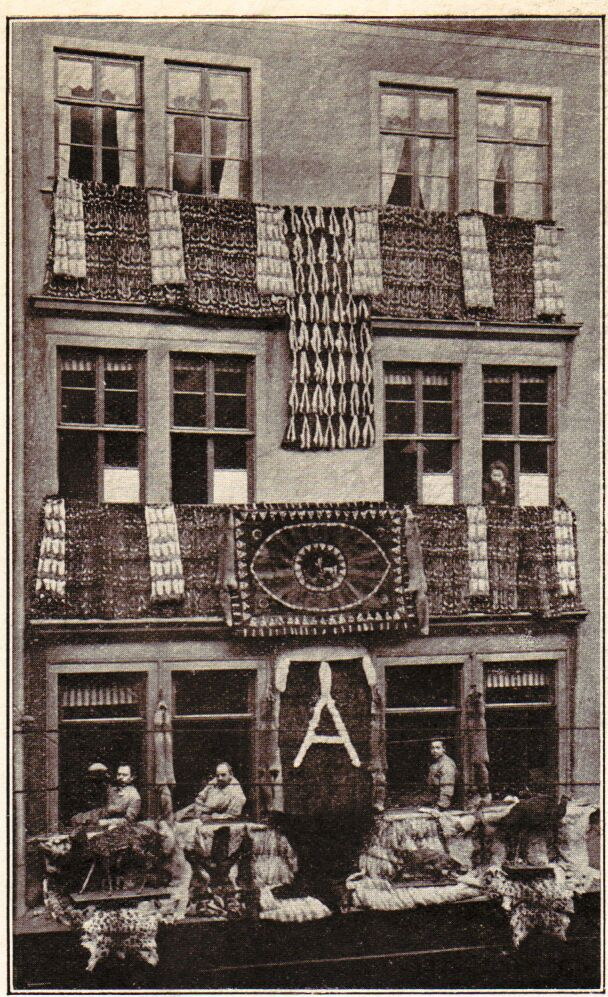
Felltafel-Dekoration auf dem Leipziger Brühl beim Einzug von König Friedrich August III

Die Straße „Brühl in Leipzig“ hatte bis zum Zweiten Weltkrieg den Ruf als „Weltstraße der Pelze“, war die bedeutendste Straße der Stadt und trug wesentlich zu Leipzigs Weltruf als Handelsmetropole bei. Etwa vor 1900 hatten sich in und um Leipzig Handwerksbetriebe angesiedelt, die den Leipziger Pelzmarkt bedienten. Dies waren neben anderen Pelzzurichtungs- und Pelzveredlungsbetrieben viele kleine Kürschnereien und Zwischenmeister, die im Auftrag und für Rechnung des Rauchwarengroßhandels vor allem Pelzfutter für die Weiterverarbeitung produzierten. Die Anfertigung von Pelzfuttern war in Leipzig zu höchster Leistungsfähigkeit entwickelt, besonders durch aus Griechenland eingewanderte Kürschner. Die Herstellung erfolgte im Lohnauftrag. Hamster- und Fehfutter wurden in den Fabriken um 1900 noch vorwiegend von Frauen gefertigt, „deren Hand für das Zusammennähen dieser kleinen und zarten Fellchen leicht und billig genug ist“. Es gab auch einzelne Rauchwarengroßhandlungen, die sich mit der Fabrikation befassten. Daneben bestanden Fellstücken verarbeitende Betriebe, die auf eigene Rechnung arbeiteten und das erforderliche Material von Kürschnereien, der verarbeitenden Industrie oder von Pelzstückenhändlern kauften. Teilweise vergaben sie die Herstellung dann noch einmal weiter an Kürschnereien und Zwischenmeister. Der Niedergang des Leipziger Pelzhandels begann im Jahr 1933 mit der Vertreibung der jüdischen Unternehmer, die einen beträchtlichen Anteil der Firmen stellten. Nach Ende des Zweiten Weltkriegs war die Bedeutung des Pelzhandelszentrums Leipziger Brühl für die Pelzbranche endgültig erloschen, die verbliebenen Großhandelsbetriebe zogen fast alle, oft mit einem Mitarbeiterstamm, aus dem sowjetisch besetzten Gebiet in die Bundesrepublik um, wo sich in Frankfurt am Main neu das Pelzhandelszentrum Niddastraße bildete. Ein Teil der zuarbeitenden Firmen und Kürschner folgte ebenfalls.
Schon im Mittelalter wurde das auffällige Hamsterfell gern zu Schmuck und Putz genutzt. Den Hamsterkürschner nannte man in dieser Zeit Grutschner. Gute Hamsterfelle fielen besonders im Harzgebirge an. Vor allem die dortigen Kürschner mit ihren schön gearbeiteten Maihamsterfuttern machten den Artikel auch in späterer Zeit wieder populär. Die Fertigung der Hamsterfutter war in Mitteldeutschland noch bis in DDR-Zeiten verbreitet. „Hamsterkürschner“, die auch noch die Felle selbst zurichteten (gerbten), gab es u. a. in Aschersleben, Quedlinburg und Weißenfels. Seitdem kommen die Felltafeln wohl nur noch aus den Balkanländern, zuletzt wahrscheinlich nur noch aus Ungarn. Dort werden die Felle auch heute noch vom Kürschner von der Pelzzurichtung bis zum Fellfutter in einer Hand verarbeitet.
Nach dem Deutsch-Französischen Krieg 1870/71 wurde Berlin ein führender Modeplatz. Rund um den Hausvogteiplatz hatte sich die Pelzkonfektion angesiedelt. Auch hier gab es Kürschnereien, die neben der direkten Zuarbeit für die Konfektion mit Pelzbesätzen und Pelzfuttern die sogenannte „stille Zeit“ des Jahres mit der Herstellung von Tafelware auffüllten.

### Österreich
Laut einer Beschreibung aus dem Jahr 1944 gab es zu der Zeit in der Wiener Rauchwarenwirtschaft den Stückmeister (vormals, nicht nur für Österreich, auch Sackreißer genannt), der etwa dem Leipziger und Berliner Zwischenmeister entspricht. Er hat das Kürschnerhandwerk erlernt und mit der Ablegung der Meisterprüfung die volle Gewerbeberechtigung erlangt. In der eigenen Werkstatt verarbeitet er auftragsgemäß das Material, das ihm Firmen der pelzverarbeitenden Industrie beziehungsweise der Oberbekleidungsindustrie liefert. Er stellt jede Art von Pelzbekleidung her und wird dafür tarifmäßig bezahlt. Er beschäftigt Gehilfen und bildet Lehrlinge aus, hat aber kein offenes Ladengeschäft und unterhält kein eigenes Warenlager, weder an Fellen noch an fertig gearbeiteter Pelzbekleidung.
Der Wiener Stückmeister war also ein Lohnwerker im gleichen Sinn wie der deutsche Zwischenmeister. Während jedoch der deutsche Zwischenmeister seine Hauptaufgabe in dieser Zeit noch darin sah, Tafeln, Streifen und Futter für die Rauchwarenfirmen zusammenzusetzen, kam diese Arbeit beim Stückmeister, entsprechend der Struktur des Wiener Platzes, nur vereinzelt vor. Während ein Stückmeistertarif, gültig bis Ende 1936, die Herstellung von Mänteln, Jacken, Paletots, Capes, Kragen, Muffe, Garnituren, Oberkragen, Manschetten, Verbrämungen, Hüte, Kappen, Herrenpelze, Sakkofütterungen und Autopelzen aufführt, zusätzlich detailliert nach den einzelnen Fellarten, ist die Anfertigung von Halbfabrikaten nicht mit genannt, auch nicht später im Stückmeistertarif von 1951. Die Lohnberechnung erfolgte nach der Art des Kleidungsstücks, der Anzahl der verarbeiteten Felle sowie nach der Art der Fellbehandlung.
Vor dem Zweiten Weltkrieg (1939–1945) gab es in Wien mehrere Hundert Stückmeister, die ihre Beschäftigung durch laufende Aufträge der pelzverarbeitenden Industrie fanden. Vielfach gelang ehemaligen Stückmeistern der Sprung in die eigene Lagerhaltung mit einem eigenen Ladenlokal.
In den ersten Jahrzehnten nach dem Krieg war die Situation ähnlich wie in Deutschland. Neben den reinen Stückmeistern überbrückten die für eigene Kundschaft arbeitenden Kürschner die sogenannte „stille Zeit“ (oder „tote Zeit“) mit Lohnarbeit, in der sie neben Fertigpelzen auch Jacken- und Mantelbodys herstellten. Es gab Konfektionäre, die bis zu 30 selbständige Kürschner beschäftigten.

### Griechenland

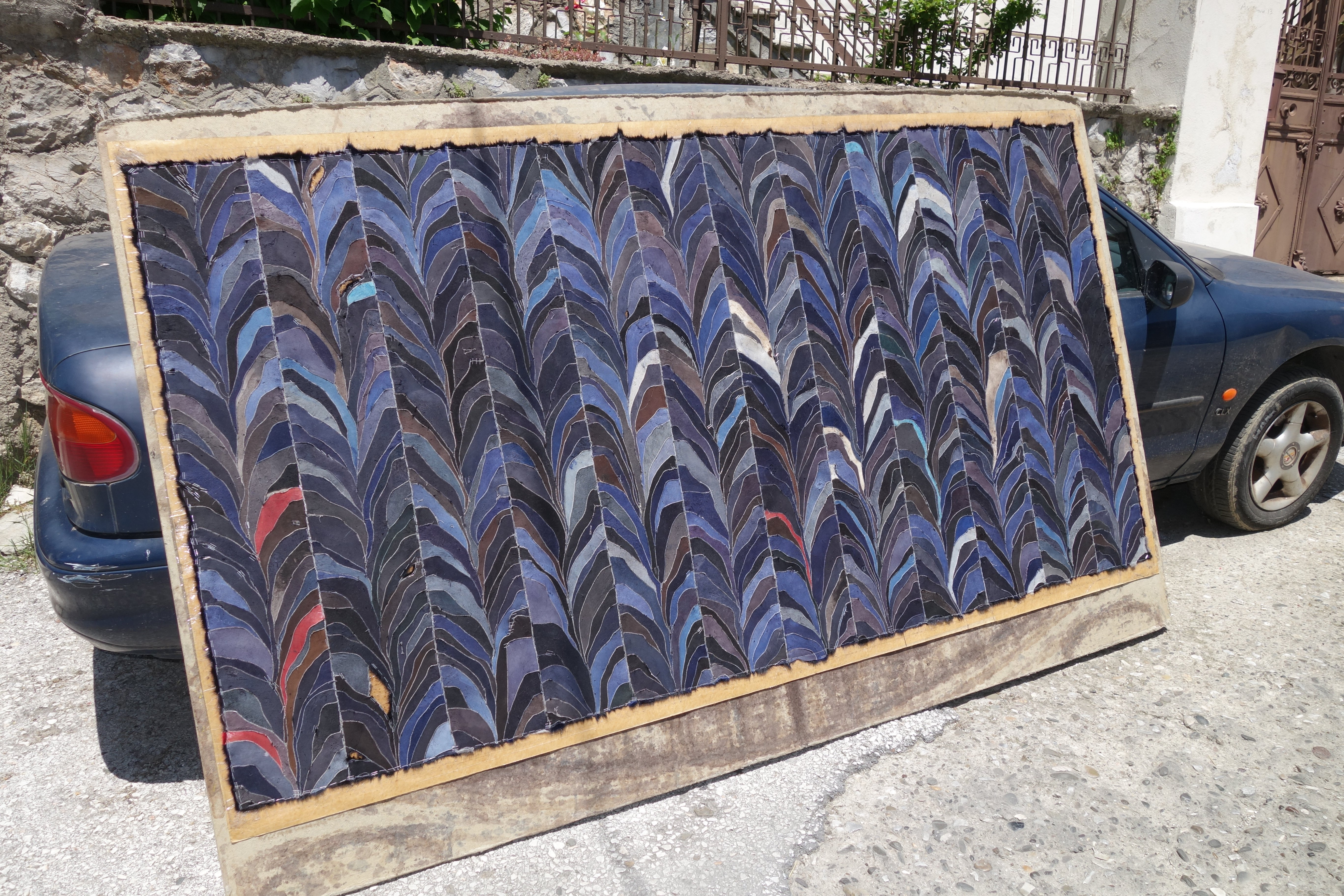
Ausgespannte, zum Trocknen hinausgestellte Fuchspfoten-Tafel in Kastoria, Griechenland (2014)

Wenn in der Pelzbranche von der Stückenverarbeitung gesprochen wird, ist das in der Regel gleichbedeutend mit Kastoria, der griechischen Stadt in der Nähe Albaniens. Der zweite, 50 Kilometer entfernte, kleinere, ebenfalls mit der Pelzstückennäherei befasste Ort Siatista ist nur wenigen geläufig. Die Fellreste, die für den „normalen“ Kürschner erst einmal Abfallprodukte sind, stellten früher generell, nach Ende des Zweiten Weltkriegs großteils, das Grundmaterial für die Kastorianer Kürschner dar.
Nach dem Zweiten Weltkrieg (1939–1945) entstand in der Präfektur Kastoria zunehmend eine Pelzindustrie, die nicht mehr nur auf Pelzstücken fixiert war, sondern auch Tafelware aus Fellen und Pelzkonfektion herstellte. Die Zahl der Pelzbetriebe betrug 1972 dort etwa 2000. Im Jahr 1988 wurde die Gesamtzahl der Werkstätten in den Gebieten in und um Kastoria und Siatista mit 5000 angegeben, die zusammen 15.000 Mitarbeiter beschäftigten. Rund 80 Prozent der in Industrie und Gewerbe tätigen Menschen im Kreis Kastoria, einer ansonsten land- und forstwirtschaftlich geprägten Gegend, waren 1978 in der Pelzindustrie beschäftigt. Mit dem Rückgang des Pelzumsatzes in Europa, vor allem in der Bundesrepublik Deutschland, und mit der Verlagerung der Pelzproduktion nach Asien verringerte sich die Anzahl der in der Pelzbranche Beschäftigten beträchtlich. Laut einer von der IEES Abe, der griechischen Textil- und Bekleidungsindustrie, zur Verfügung gestellten Studie ist der Pelz jedoch, trotz zurückgehender Zahlen, immer noch die Nummer eins des Exportsektors im Westen Mazedoniens (2012).

### China

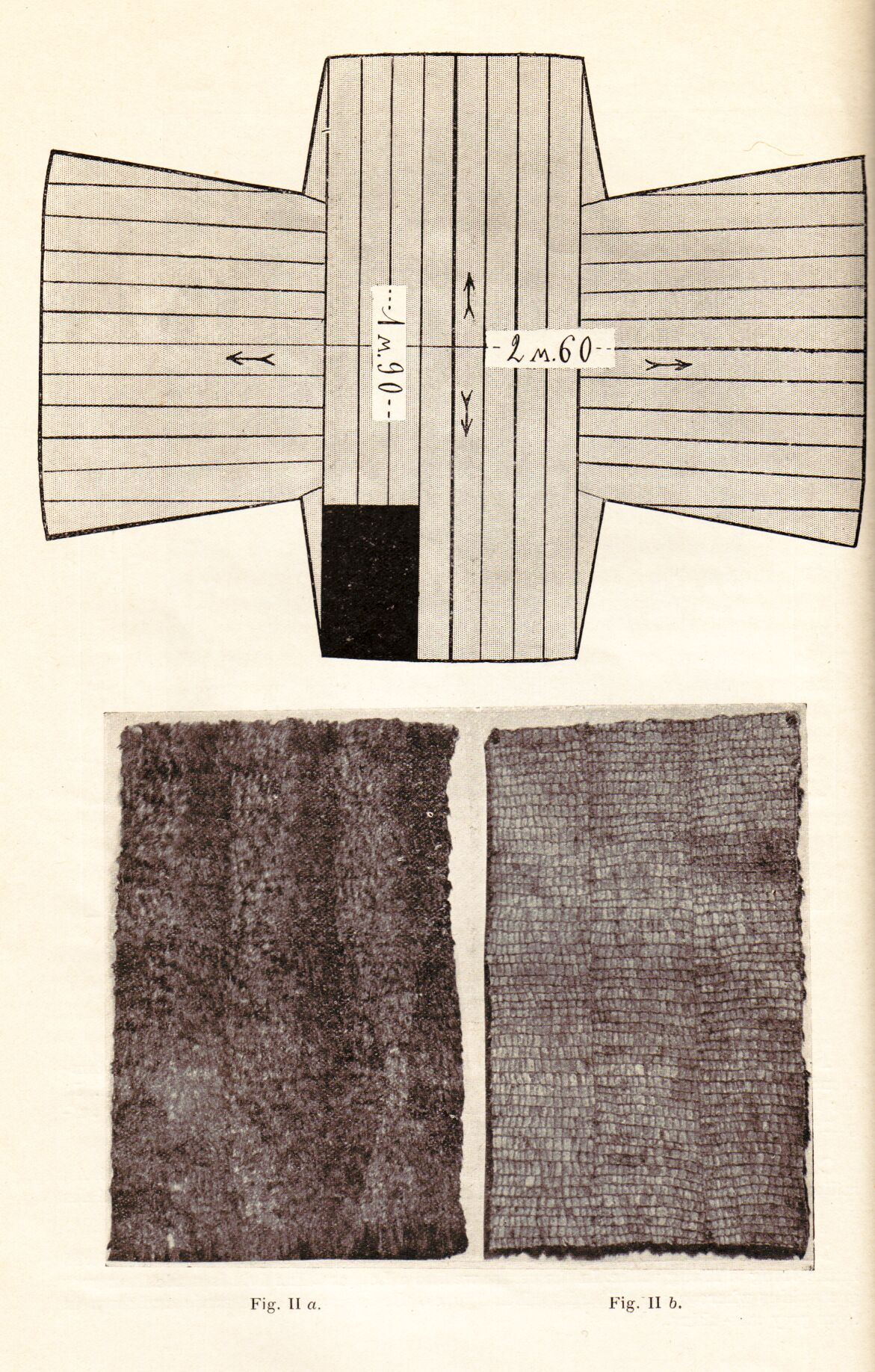
Chinesisches Fehpfoten-Kreuz (handgenäht, um 1900)

Die Fertigung von Fell- und Stückentafeln durch chinesische Kürschner hat eine sehr lange Tradition, Näheres scheint jedoch darüber nicht bekannt zu sein. Der Export begann erst sehr spät, um 1900; heute ist der Pelzhandel in China mit der Herstellung und dem Vertrieb dieser Artikel weltweiter Marktführer. In der Anfangszeit war die Spezialität Chinas die Anlieferung von Fell- und Fellstücken-Halbfabrikaten in der Form von Robes, Kreuzen und Matten.
a) Robes
Aus den Robes lässt sich ohne größeren Aufwand ein kimonoähnliches Kleidungsstück herstellen. Robes bestehen aus zwei kreuzförmig miteinander verbundenen Fellbahnen. Die eine Bahn (sie würde das Vorder- und die Rückseite des Kimonos bilden) ist größer in der Länge und Breite. Die zweite, quer dazu verlaufende Bahn (sie ergäbe die Ärmel) ist kleiner. In der Kreuzung beider Bahnen befindet sich eine Öffnung, durch sie kann die fertige Robe über den Kopf gezogen werden.
b) Kreuze
Ein der Fellrobe ähnliches Halbfabrikat, das Rumpfteil hat jedoch nur Jackenlänge, das Querteil mit den Ärmeln ist gleich der Robe und bildet damit die längere Seite des Kreuzes.
c) Matten
Die rechteckigen Matten entsprechen den heutigen chinesischen Tafeln, etwa 120 × 60 cm, jedoch sehr unterschiedlich groß.
Im Jahr 1958 wird die Anlieferung an die Weltmärkte für größtenteils folgende Halbfabrikate angegeben:
A. Vom Lamm und Schaf
1. Lammstücken-Platten
a) Lammklauen-Platten (Lamb Leg Plates)
b) Lammkopf-Platten (Lamb Head Plates)
c) Lammnacken-Platten (Lamb Neck Plates)
d) Lammohren-Platten (Lamb Ear Plates)
Die Fabrikation erfolgt meist in Kalgan. Die Platten sind auch als Kalgan Lamb Leg Plates, Kalgan Lamb Head Plates usw. im Handel.
Werden auch Beinteile von Chinesischen Breitschwanzfellen verarbeitet (siehe 1. b-d), so werden die Fabrikate auch als Karakulklauen-Platten bezeichnet.
2. Schwarze Chinesische Moiré-Platten, auch als Schwarze Chinesische Breitschwanz-Platten gehandelt
3. Mongolin-Tafeln (Kalgan-Tafeln; Tafeln aus der inneren Mongolei)
4. Lammfell-Kreuze (Lambskin Crosses)
5. Lammklauen-Kreuze (Lamb Leg Crosses)
6. Lammohr-Kreuze (Lamb Ear Crosses)
7. Lammfell-Matten (Lambskin Mats)
8. Lammkopf Matten (Lamb Head Mats)
9. Lammklauen-Matten (Lamb Leg Mats)
10. Tibet-Kreuze (Tibet Crosses)
11. Tibet Robes (Tibet Robes)
12. Schafklauen-Tafeln (Sheep Leg Plates)

B. Vom Kid und von der Ziege
1. Jehol-Lammfell-Tafeln
Es handelt sich nicht um Felle vom Lamm, sondern vom Kid. Bei schwächerer Lockung sind sie auch als Chinesische Astrachan-Tafeln im Handel,
oder auch als
Kid-Astrachan-Tafeln
Tapanchang-Tafeln (Tapanchang, eine Stadt in der Provinz Jehol (= Tangshan?))
2. Kid-Platten, schwarze, graue (Kid Plates)
3. Kid-Kreuze (Kid Crosses)
4. Kidklauen-Kreuze (Kid Leg Crosses)
5. Kid-Matten (Kid Mats)
6. Ziegen-Matten (Goat Mats)

C. Von der Katze (seit dem 31. Dezember 2008 Handelsverbot und gewerbliches Einfuhrverbot in die Europäische Gemeinschaft)
1. Katzen-Platten (Cat Plates)
2. Leopardkatzen-Platten (Chinesische Tigerkatze) (Leopard Cat Plates)
3. Leopardkatzen-Robes (Leopard Cat Robes)

D. Vom Hund (zusammen mit den Katzenfellen seit dem 31. Dezember 2008 Handelsverbot und gewerbliches Einfuhrverbot in die Europäische Gemeinschaft)
1. Hundefell-Platten (Dog Plates)
2. Hundefell-Matten (Dog Mats)

E. Vom chinesischen Kanin (weiß)
Kanin-Kreuze (Rabbit Crosses)
F. Vom Pahmi
Fell-Robes (Robes)
- Zur Frühjahrsmesse in Kanton des Jahres 1974 wurden erstmals neben den Fellplatten auch Fellbodies, die Tafeln in Jacken- oder Mantelgröße, angeboten. Die Materialien waren unter anderem Yungwei-Leopardkatzen, Chekiang-Lamm, Peking-Black-Lamm und Kanin in verschiedenen Farben.[22]

## Herstellung

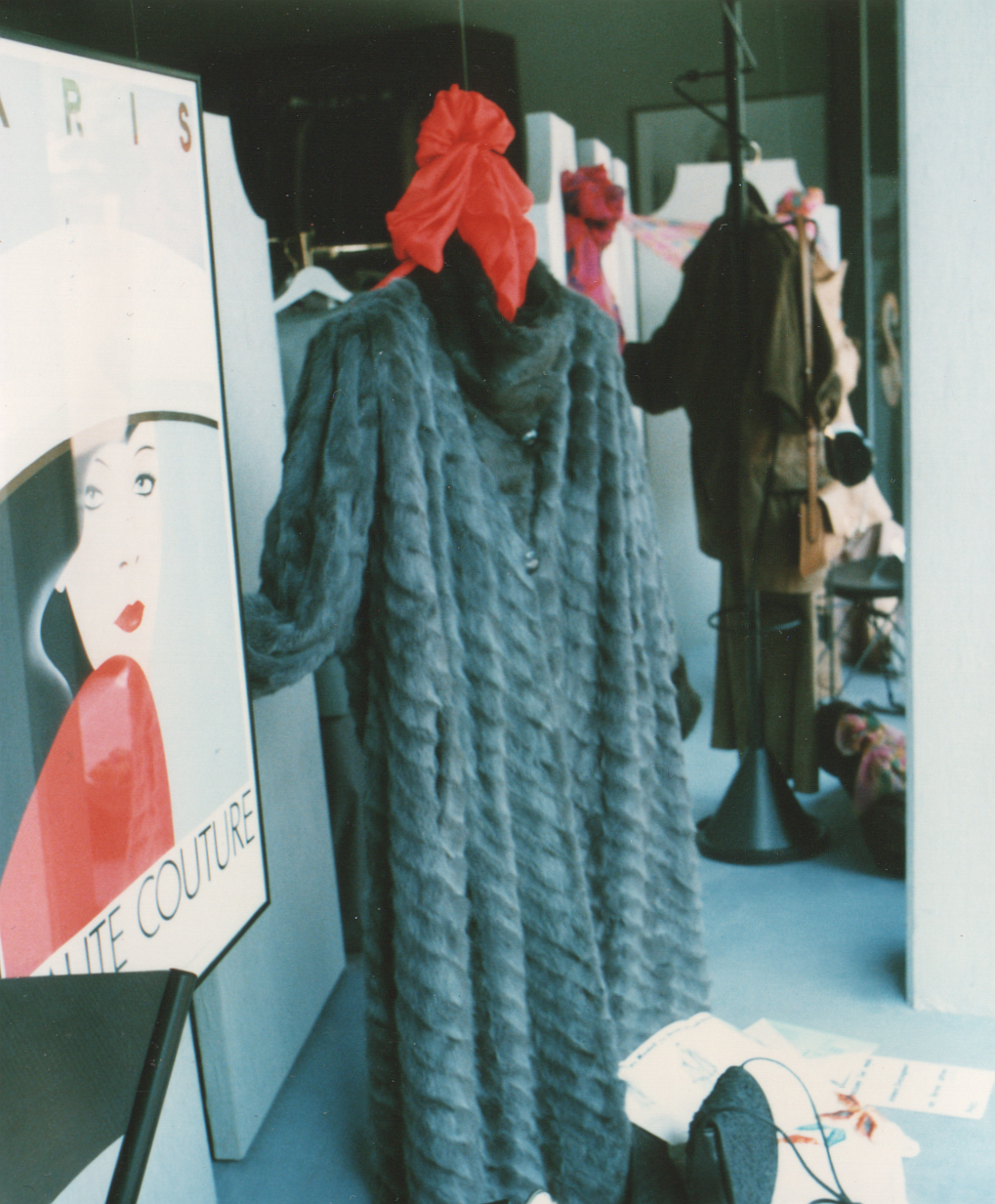
Mantel aus gefärbten Vintom-Fehwammen-Tafeln (Gütersloh 1989)

Für die Herstellung von Felltafeln, Fellfuttern und Fellbodys sind ähnliche Regeln wie für direkt aus Fellen gearbeitete Kleidungsstücke zu beachten. Im ersten Arbeitsgang werden die Felle angebracht, das heißt, die naturgegebenen oder beim Zurichten entstandenen Schadstellen werden repariert. In jeder der Handelsformen werden möglichst gleichartige Felle vereint, in Bezug auf Farbe, Haarlänge, Haardichte, Haarstruktur und Größe. Bei unterschiedlichen Fellgrößen kommen die größten der ausgewählten Felle in die unterste Fellzeile, die kleinsten in die oberste. Meist ist es vom Aussehen her am vorteilhaftesten, die dunkleren Felle nach unten zu sortieren. Für einen Mantel oder eine Jacke kommen, zumindest nach alter kürschnerischer Anschauung, die schönsten Felle in den Kragen, in das rechte Vorderteil (bei Damenkleidung ist das gleichzeitig der Übertritt) und in den Rücken.
Entsprechend der Anzahl der horizontalen Fellzeilen übereinander bezeichnet man die Tafeln und Futter als Drei-, Vier-, Fünfzeiler usw. Bei den leicht reißenden Hamsterfuttern sind, bei sonst gleicher Qualität, die seltenen Dreizeiler sowie die Vierzeiler am wertvollsten, sie haben das kräftigste Leder. Nebeneinander sind die Felle ebenfalls nach farblichen und Haarstruktur-Gesichtspunkten abgestuft zu sortieren. Sind die Fellflächen genäht, werden sie vom Kürschner glattgespannt, nachdem er das Leder angefeuchtet hat. Nach dem Trocknen und Abzwecken werden die Teile in einer Schütteltonne von losen Schnitthaaren befreit und weichgeschüttelt. Für den Großhandel werden sie zusammengestochen, entweder jeweils für ein Kleidungsstück oder zu größeren, gleichartigen Posten.
Eine besondere Verarbeitungsart für Fehwammen kommt aus China, genannt „Vintom“ (= russisch: „Schraube“). Die Bauchfelle werden dabei schraubenförmig diagonal gearbeitet, und zwar „halbfellig“ zusammengesetzt, das heißt in rechte und linke Bauchhälften getrennt. Diese Tafeln werden immer paarweise gehandelt, jeweils gegenläufig schräg. An den weißen Bauchteilen wird bei allen Verarbeitungsarten (ganzfellig, halbfellig und vintom) immer ein mehr oder weniger breiter Teil der dunkelgrauen Fehrücken belassen.
Pelztafeln lassen sich durch ihre größere Fläche generell preiswerter veredeln, viele Veredlungsarten sind erst bei Felltafeln möglich. Bei Fellstücken liegt es auf der Hand, dass die Bearbeitung von tausenden einzelner kleiner Teilchen kaum denkbar ist. Sie werden meist zu zweiteiligen Bodys zusammengenäht, die sich für den Veredler in der Größe in der Regel noch gut handhaben lassen. Tafel, Futter oder Bodys können gefärbt, geblendet, gerupft, geschoren (oder gerupft und geschoren), bedruckt oder gelasert werden. Mit Scheren oder Lasern lassen sich, wie beim Drucken, Muster im Fell erzeugen. Wird das Oberhaar anders eingefärbt als das Unterhaar, entstehen beim Scheren ganz besondere Effekte.
Auch die Mode hat Einfluss auf die Verarbeitung der Pelzhalbfabrikate. Als gegen Ende des 20. Jahrhunderts zum zweiten Mal in der Geschichte der Pelzmode in hohem Maß gerupfte oder geschorene Felle verlangt wurden, sogenannte Samtpelze, wurde zum Beispiel mit einiger Verspätung die Bisamverarbeitung geändert. Bis dahin wurden beim Übereinandersetzen der Felle in den Bauchseiten die Fellecken „aufgetreten“, das obere Fell wurde dort beim Zusammennähen etwas über das untere Fell geschoben, um den Haarlängenunterschied auszugleichen. Wurden die Felle für die Samtveredlung geschoren, erfassten die Schermesser diese Ecken mit, die dabei entstehenden Stellen mussten oftmals jeweils einzeln nachgearbeitet werde. Da beim Scheren der Felltafeln das Haar ohnehin bis zum Unterhaar herunter geschoren wird, wurde das Auftreten überflüssig.
Für wendbare Pelze oder nur mit der Lederseite nach außen zu tragende Pelze wird auch die Lederseite behandelt. Eine Nappierung oder eine Folienbeschichtung machen das Kleidungsstück regenfest. Durch Bedrucken können beliebige Muster aufgebracht werden, die unter Umständen dazu beitragen, die durch das Reparieren der Felle und auch sonst vorhandene störende Nähte zu kaschieren.

## Größen

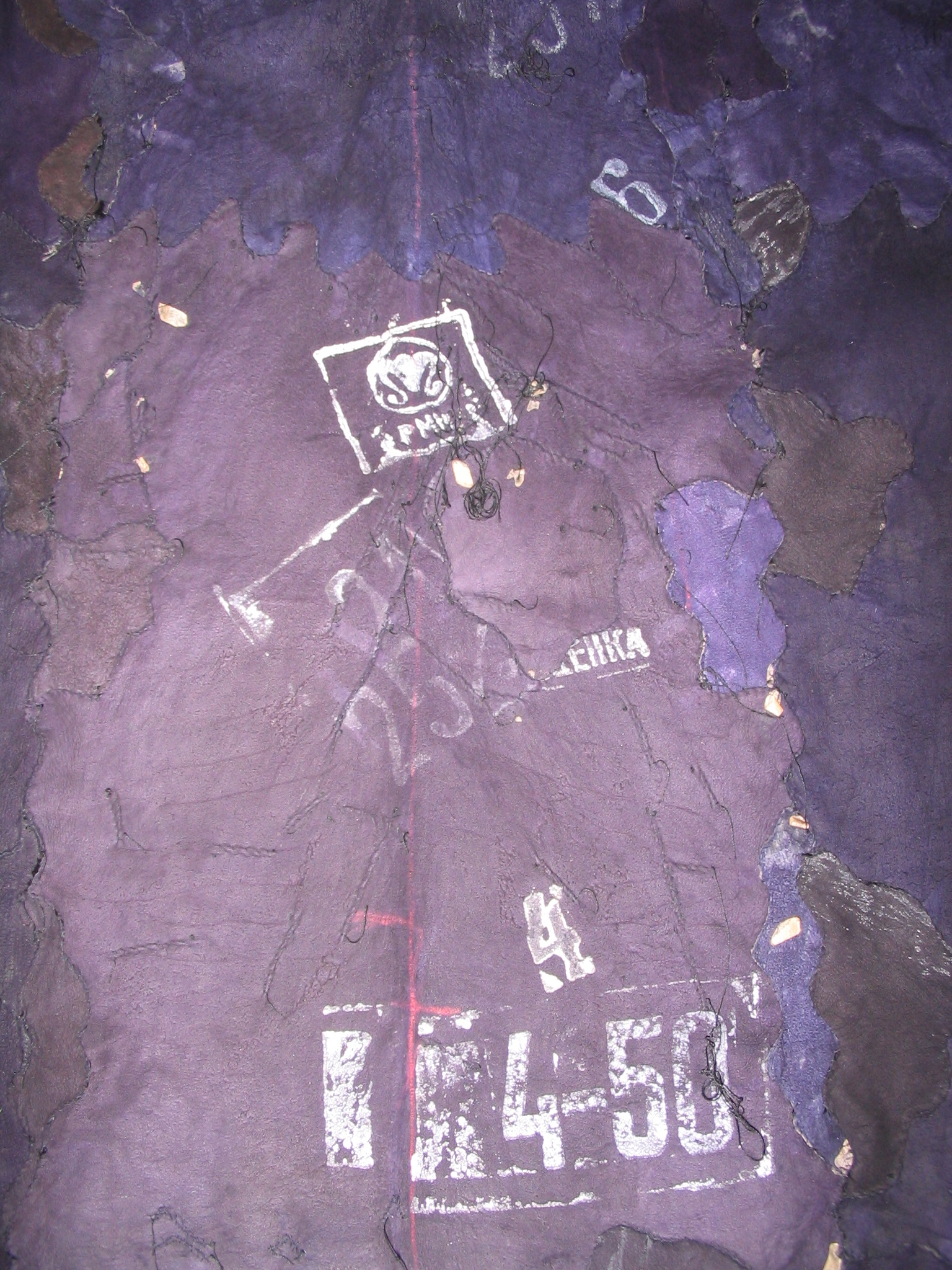
Russisch Breitschwanz-Fellbody (Ausschnitt), israelische Arbeit, Lederseite (handgenäht)
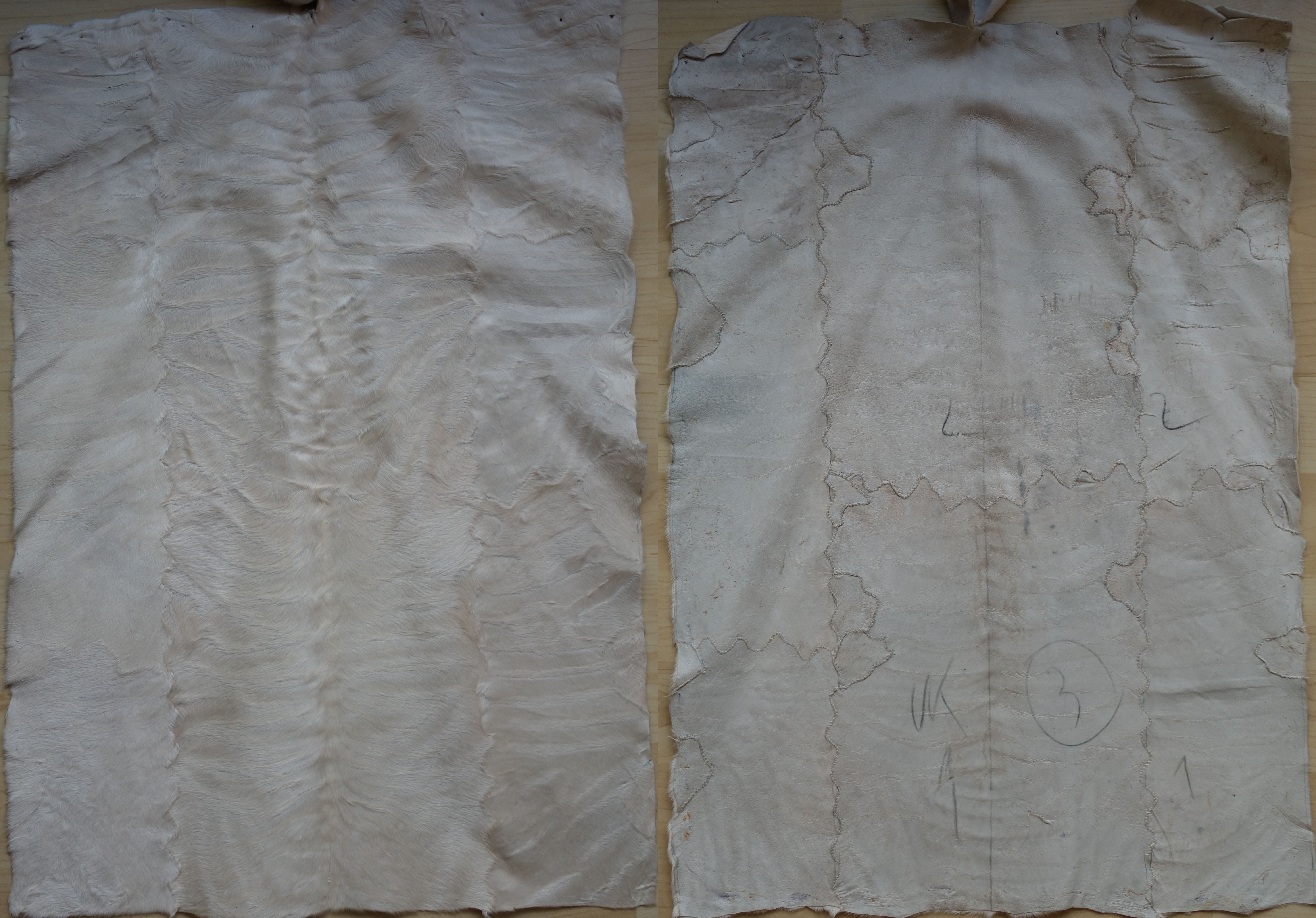
Indisch Breitschwanz, Body-Ärmelteil Haar- und Lederseite (handgenäht)

Die üblichen Maße variieren je nach Mode und vorgesehenem Verwendungszweck (Jacke oder Mantel) (jeweils Breite × Höhe).
- Body = Mantel 230 cm × 118 cm; Jacke 230 × 75 bis 90 cm.
- Futter, in der Regel nur aus Fellen = 110 bis 115 cm × 140 bis 150 cm (meist konisch, oben schmaler).
- Rotunde und Sack, wie ein rechteckiges Futter, als Rotunde rund („doppelseitig“), als Sack zusätzlich unten geschlossen genäht. Heute nicht mehr üblich.
- Tafel (vornehmlich für chinesische Felltafeln auch als Plate bzw. Platte bezeichnet) = 60 × 120 cm.[2]
- Streifen = 1 Fellbreite, oder je nach Verwendungszweck, zum Beispiel für Kapuzenverbrämungen. 1958 erwähnt: 120 × 45 bis 50 cm, Streifen sind somit schmaler als Tafeln.[19]

Einige besonders kleine Fellarten, wie Maulwurf, Hamster, Suslik und Wiesel kommen größtenteils als Tafeln in den Handel. Andere Arten, wie Feh, Bisam, Kanin und Zickel werden sowohl als Felle wie auch tafelförmig gehandelt. Bei einigen Fellarten werden Rücken und Bauch (Wamme) getrennt zu Tafeln verarbeitet. Hierfür wird die Wamme aus dem rund zugerichteten Fell „ausgestochen“ (Bisam, Feh).
Fellreste werden immer als Tafelware vorkonfektioniert, in der Regel als Stückenbody, aus China auch als Stückentafel, früher von dort auch als Kreuz oder in Mantellänge als Robe.
Zur Herstellung eines Mantels sind je nach Form, Größe und Länge etwa erforderlich, bei:
Streifenware: 9 bis 10 Streifen
Tafelware: 006 Tafeln
Futterware: 01½ bis 2 Futter
Bodyware: 001 Mantelbody.
Die größte Version der Tafelware, das Body, wird neben der Stückenware hauptsächlich für stärker nachgefragte Fellarten verwendet. Das können sein: Nerz, Bisam, Amerikanisch Opossum, Caloyos-Lamm, Murmel, Waschbär, Kanin, Persianer, Zickel und ähnliche Sorten. Von sämtlichen gelockten Fellsorten werden außerdem Köpfe, Klauen und andere Stücken zu Bodys verarbeitet. In der Zeit der Persianermode waren beispielsweise auch Persianerklauenbodys sehr stark gefragt. Pelzbekleidung aus Edelware, wie Breitschwanz und Persianer, wird im Detailhandel durch den Kürschner meist in Maßanfertigung, aber auch in konfektionsmäßiger Fabrikation hergestellt. Ein Body kann aus nur einem oder zwei Teilen bestehen, was bei Fellstücken regelmäßig der Fall ist. Bei Fellbodys sind meist ein oder zwei Ärmelteile dabei. Zu den Fellbodys werden häufig unbearbeitete, im Aussehen passende Felle für den Kragen mitgeliefert. Die Größe der Bodys, insbesondere die Länge, wird der jeweiligen Mode angepasst, die Fläche sollte so reichlich bemessen sein, dass auch noch eine mittlere Konfektionsgröße daraus gefertigt werden kann.

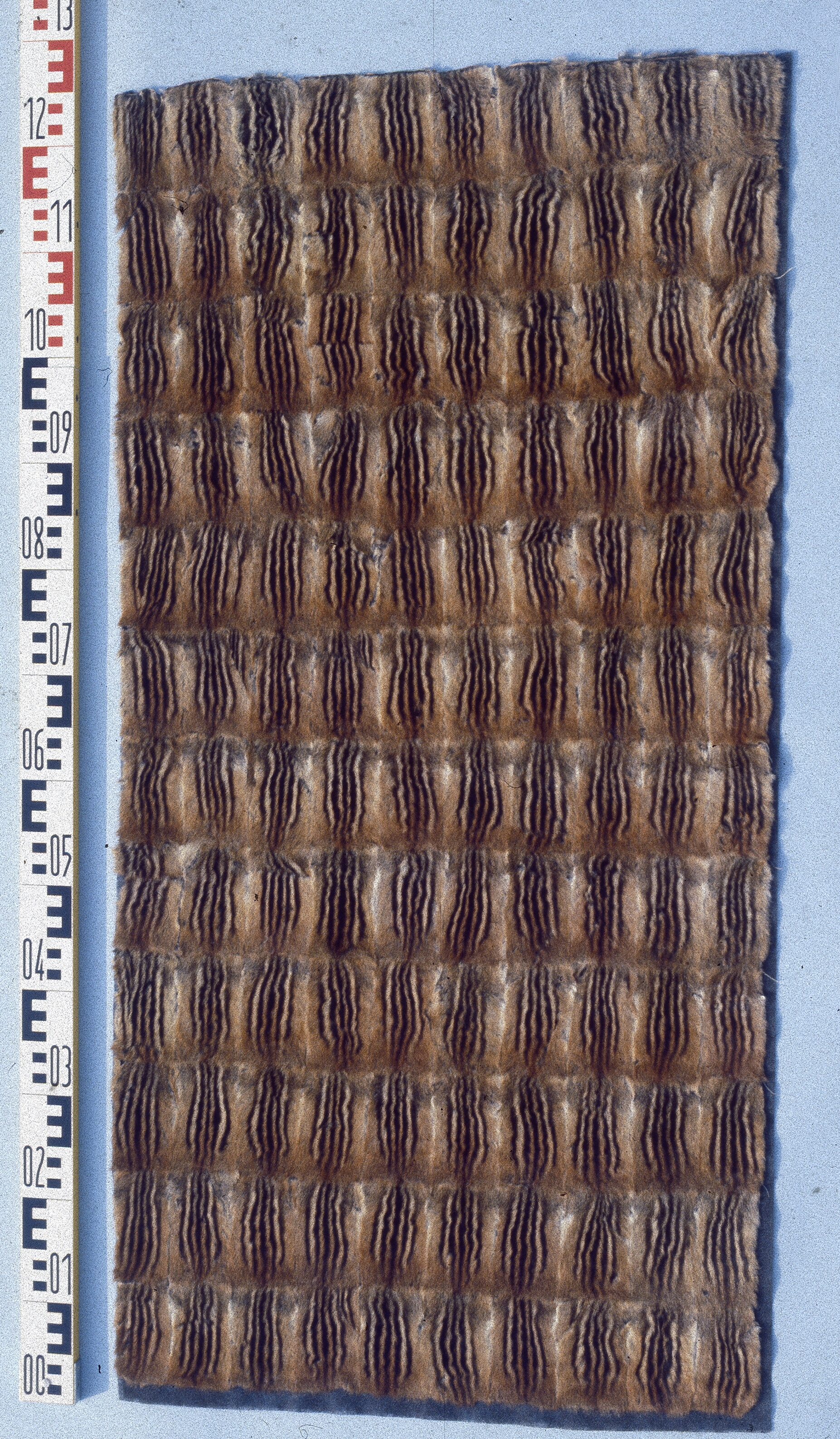
Burundukitafel
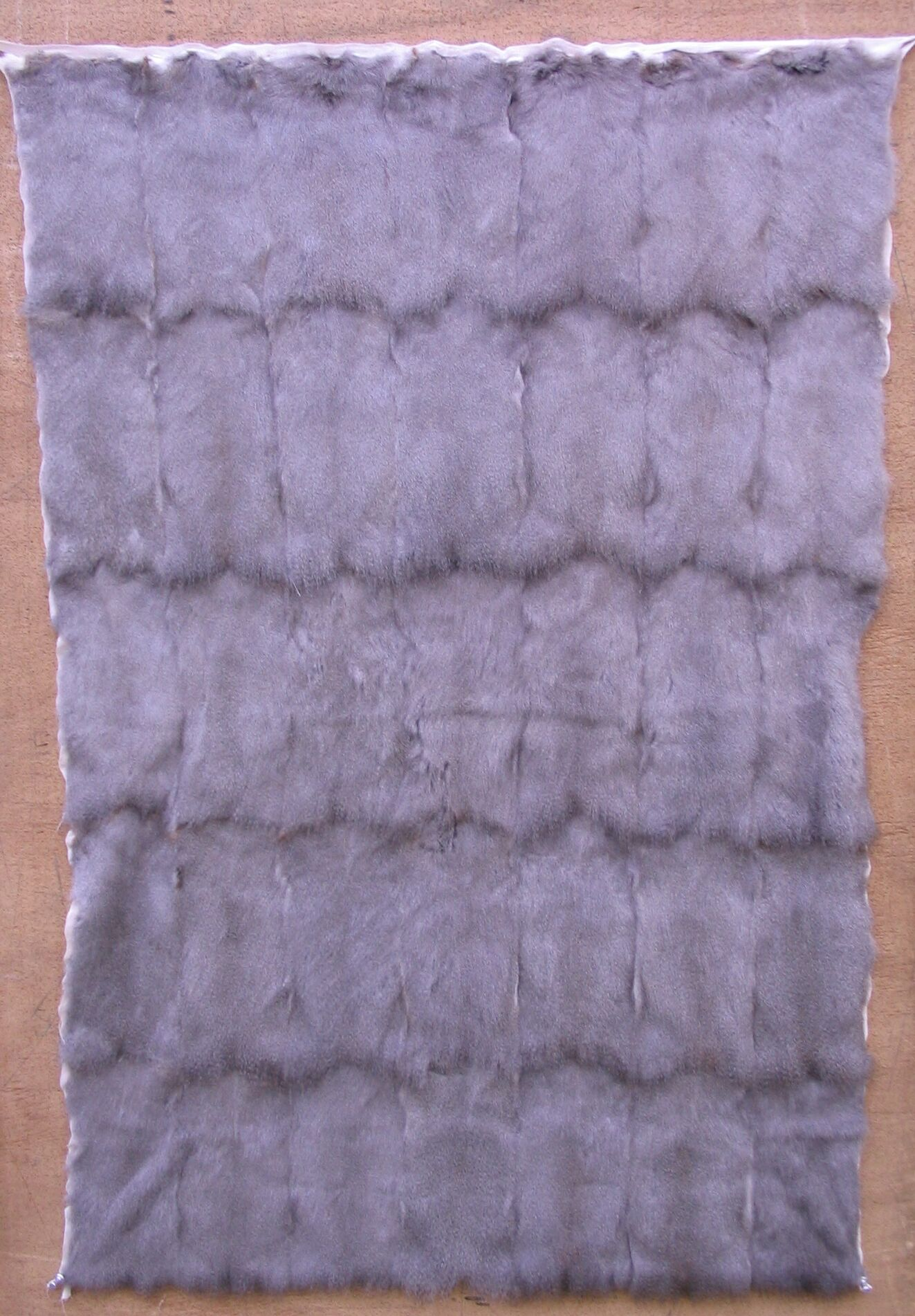
Fehrückentafel
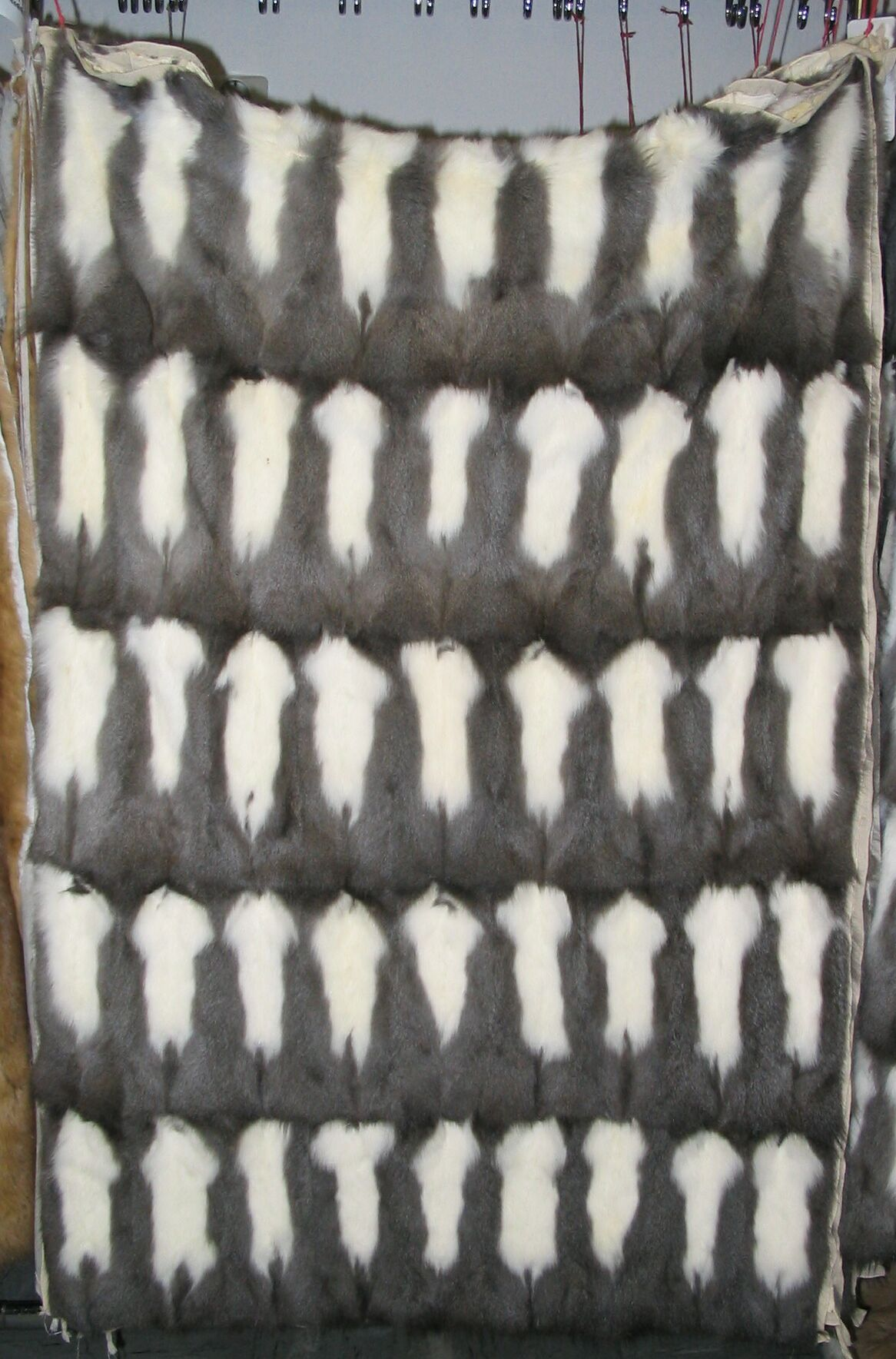
Fehwammentafel
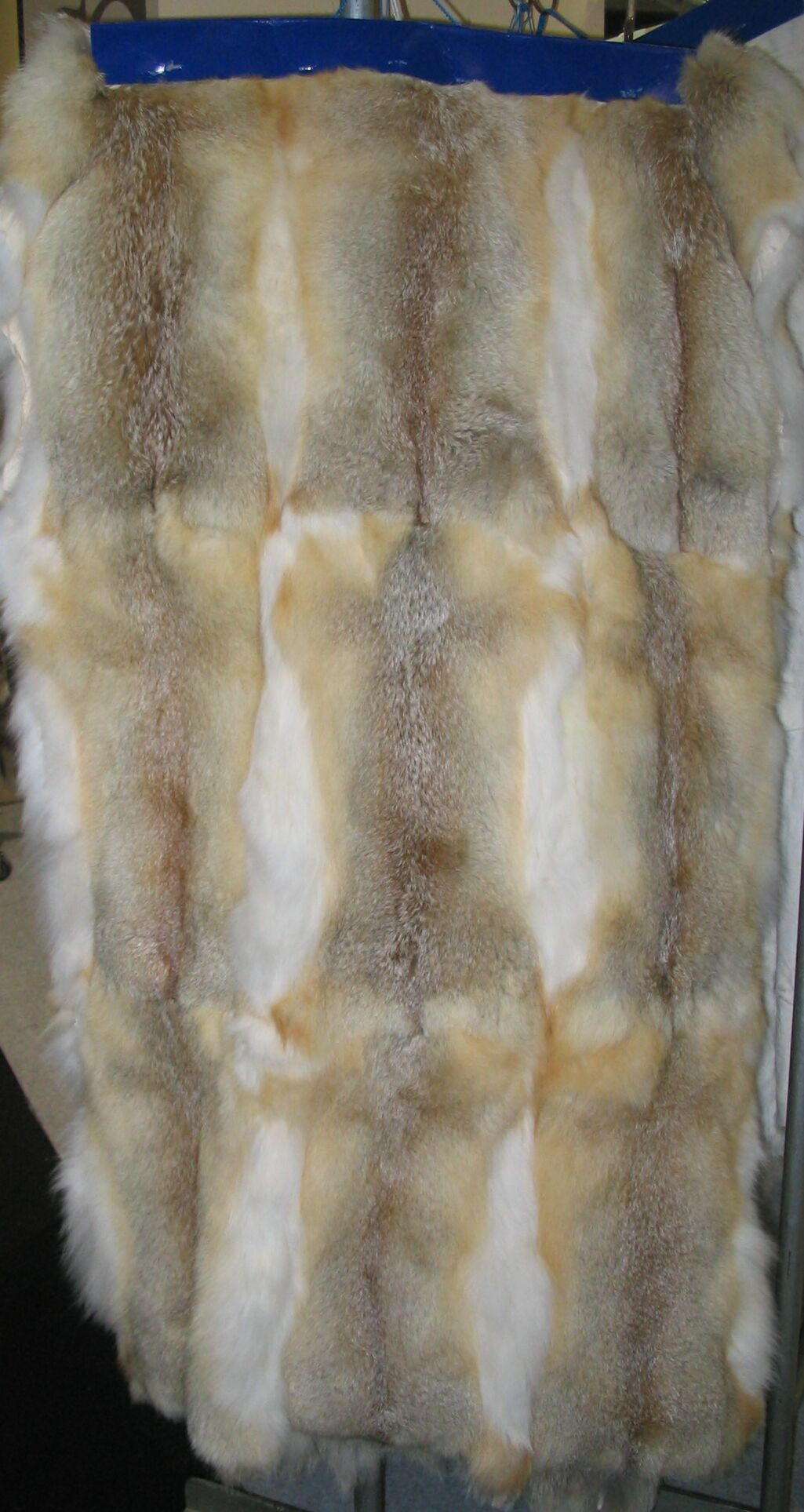
Mongolfuchs-Tafeln
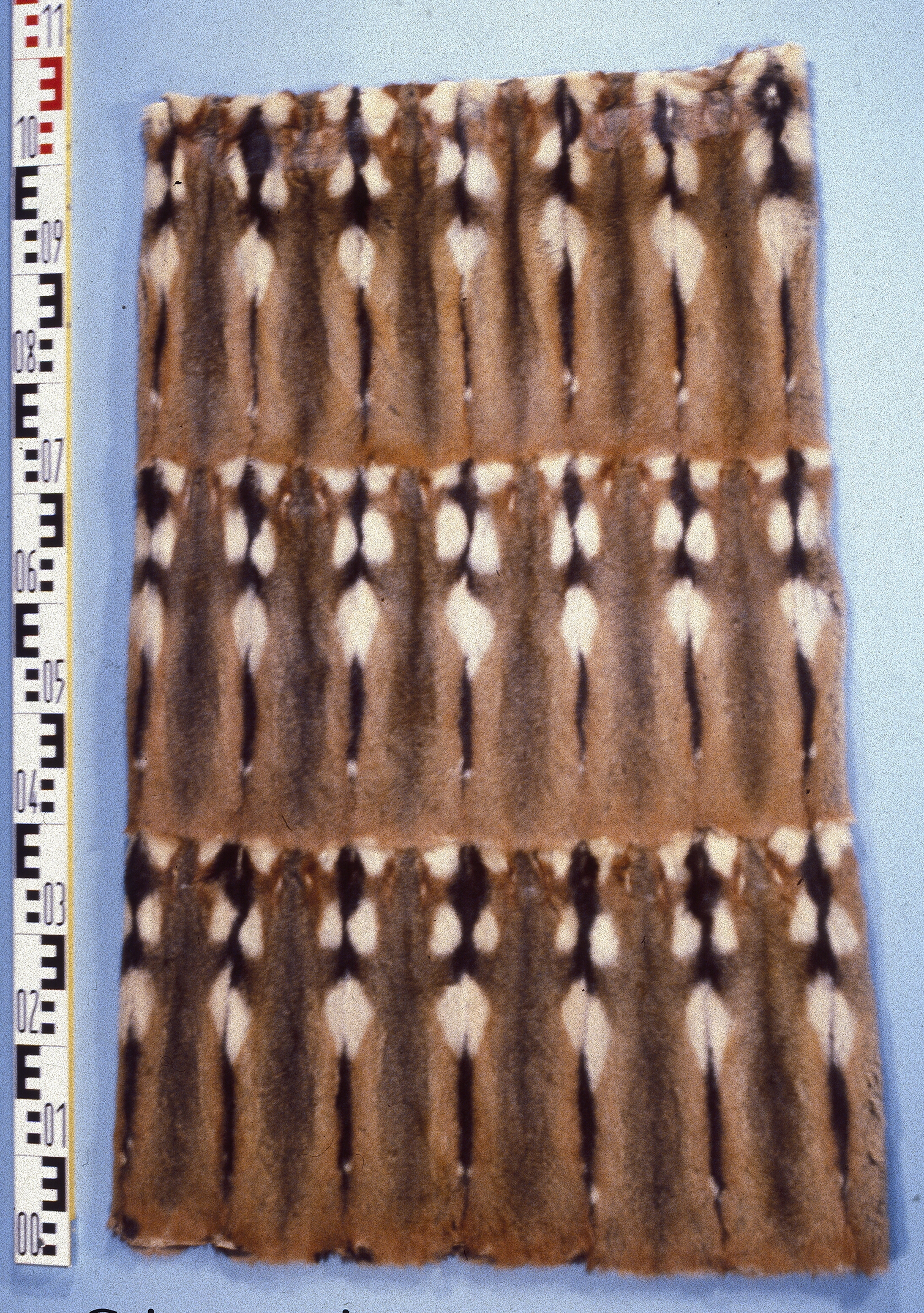
½ Hamsterfutter
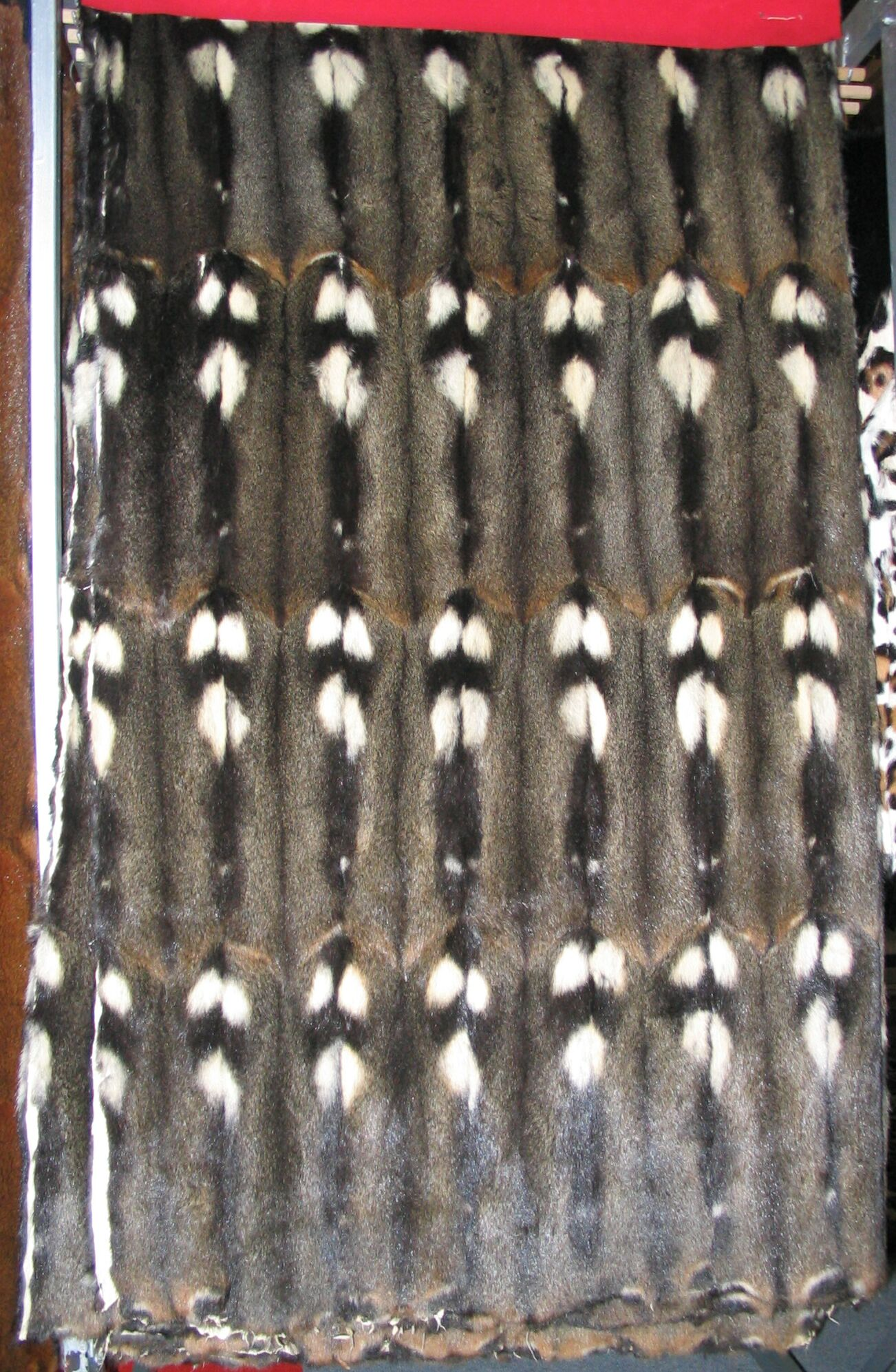
½ Hamsterfutter
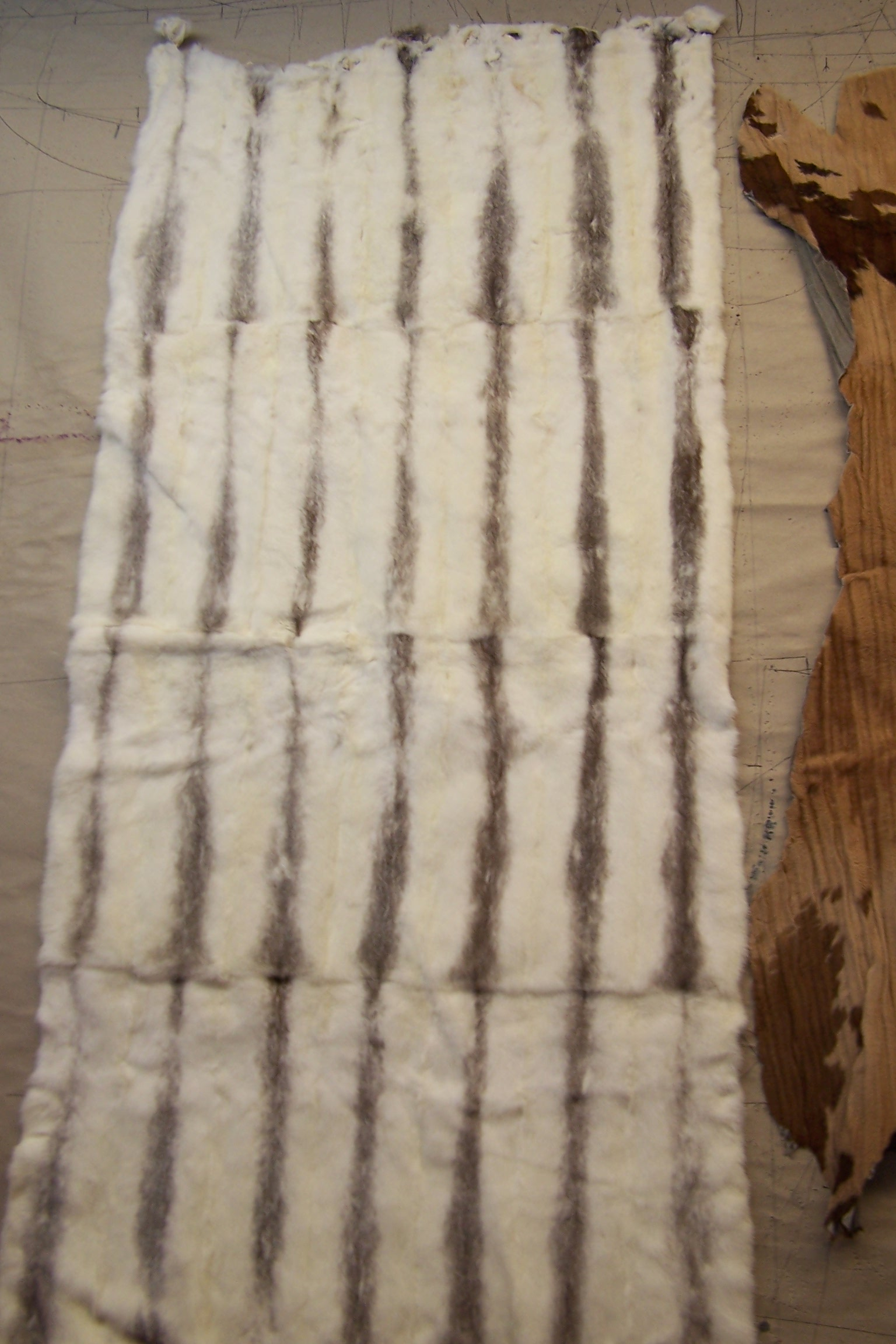
Hermelintafel
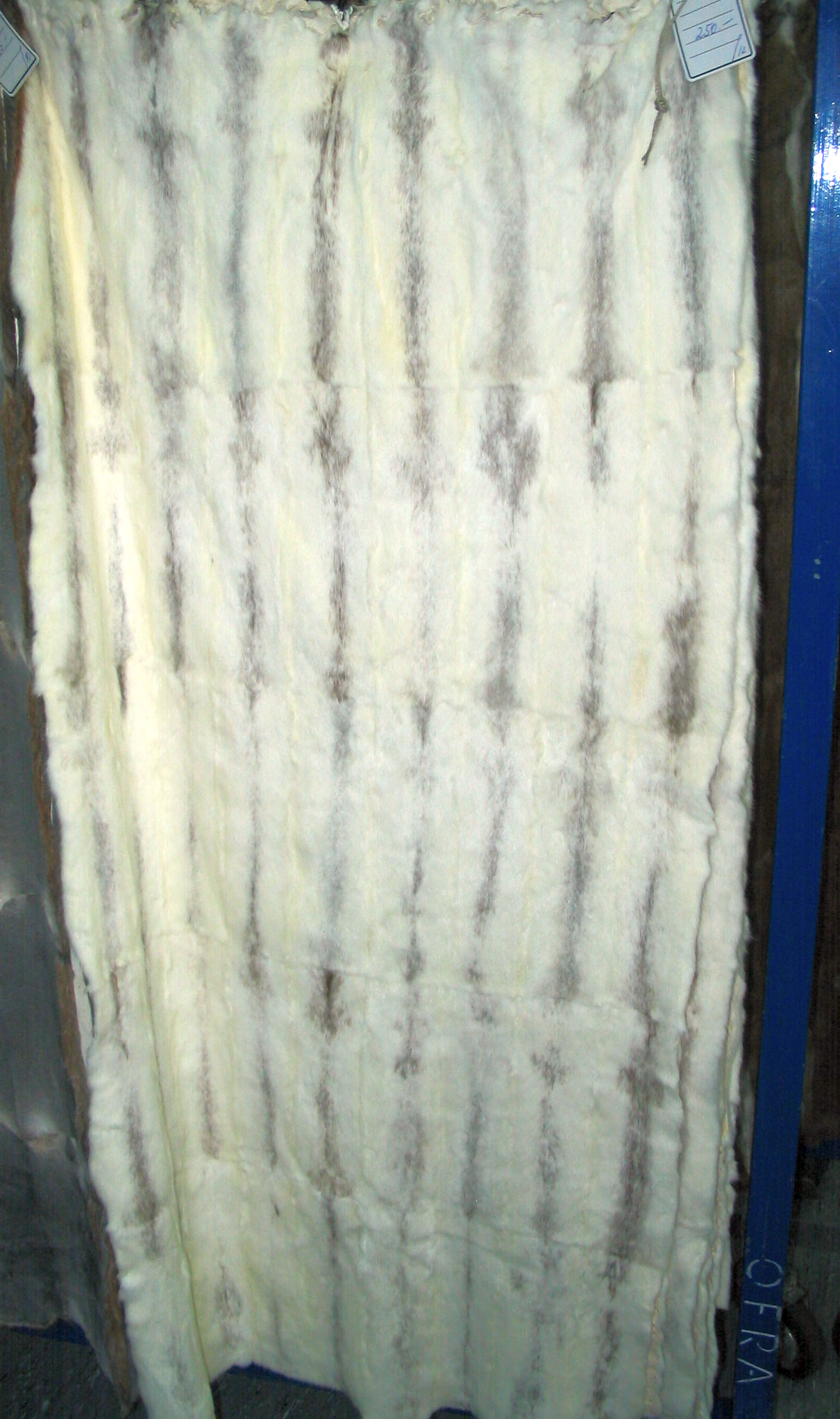
Hermelintafel
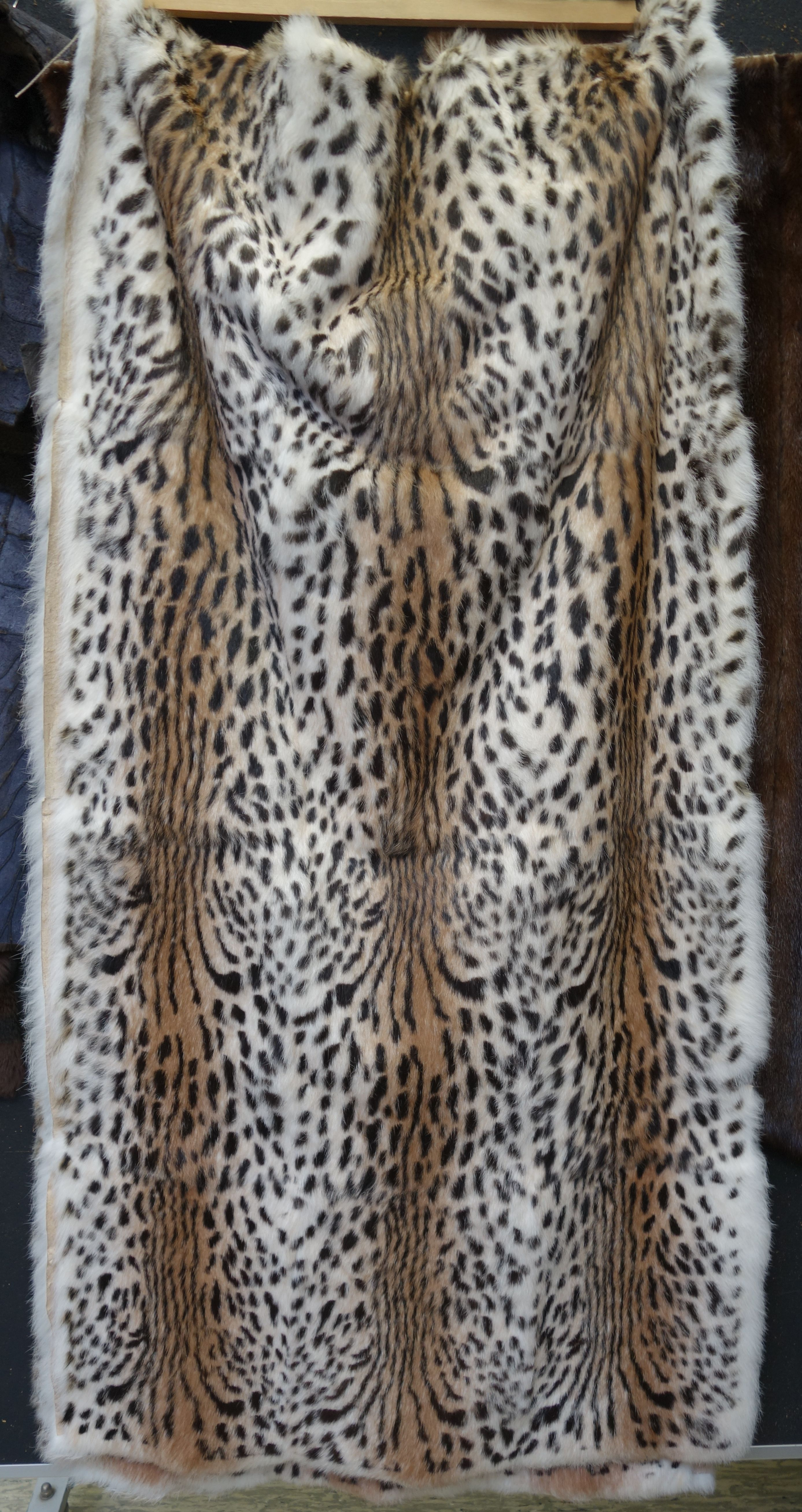
Ozelotgefärbte Kanintafeln
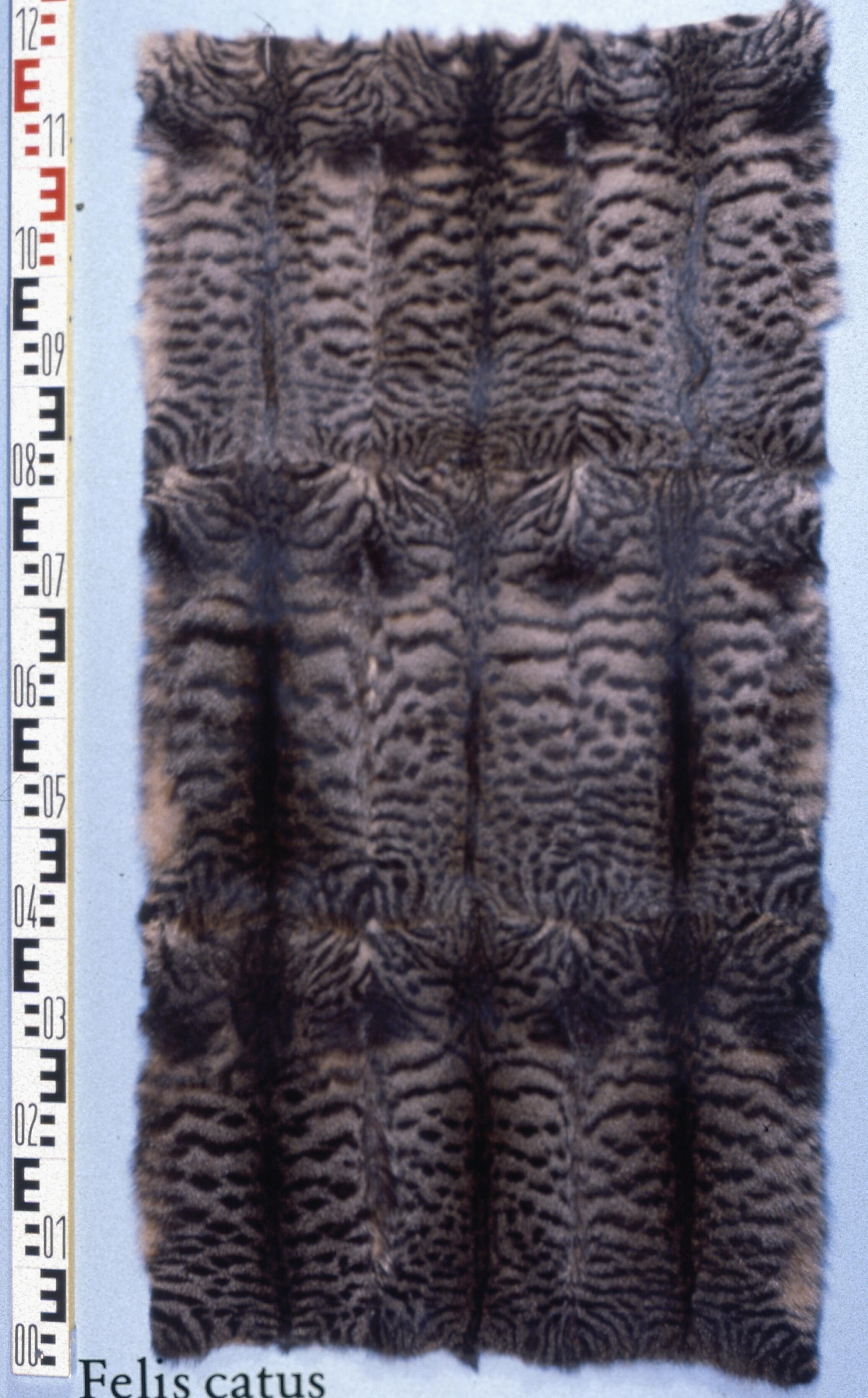
Katzentafel
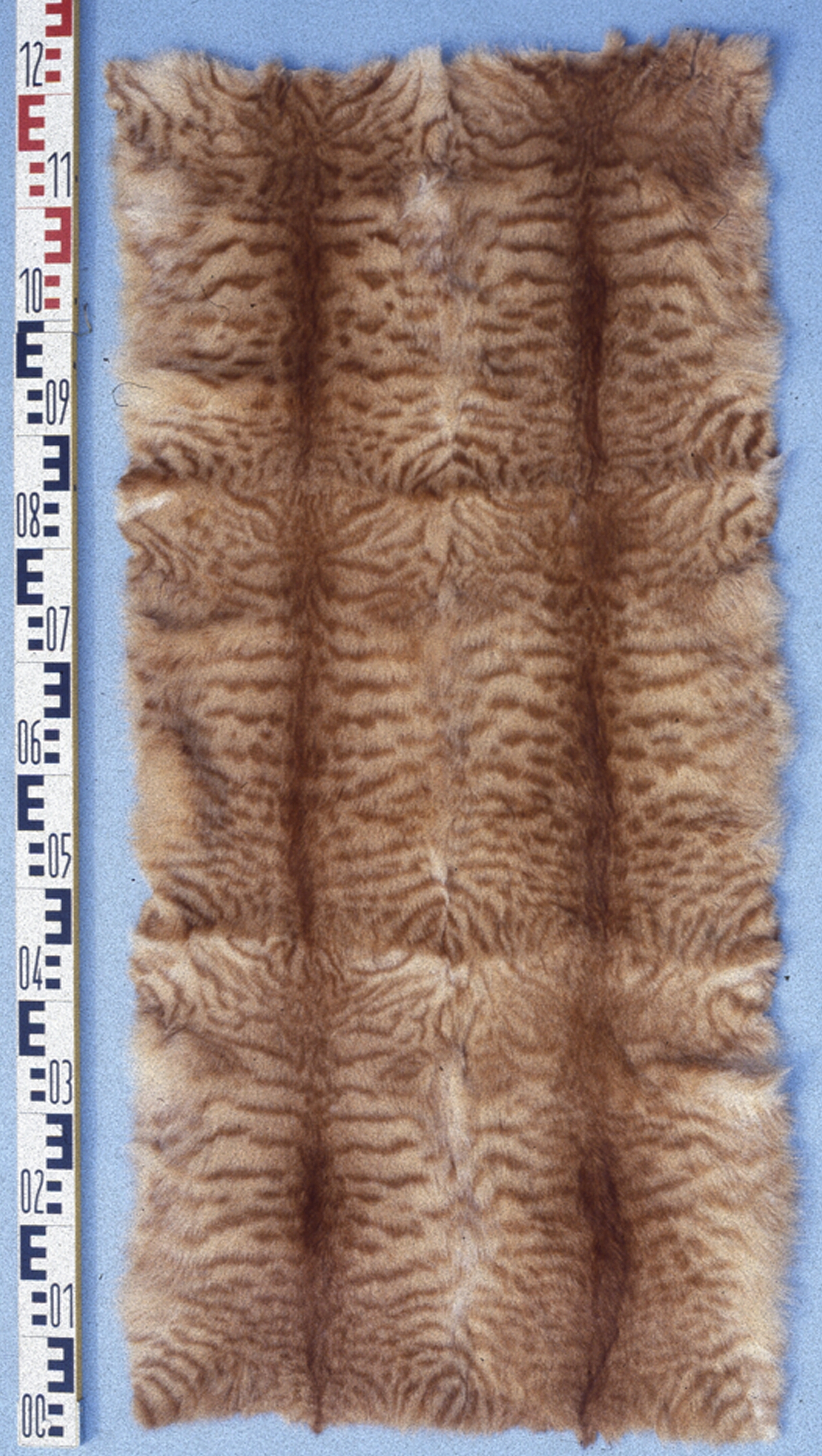
Katzentafel
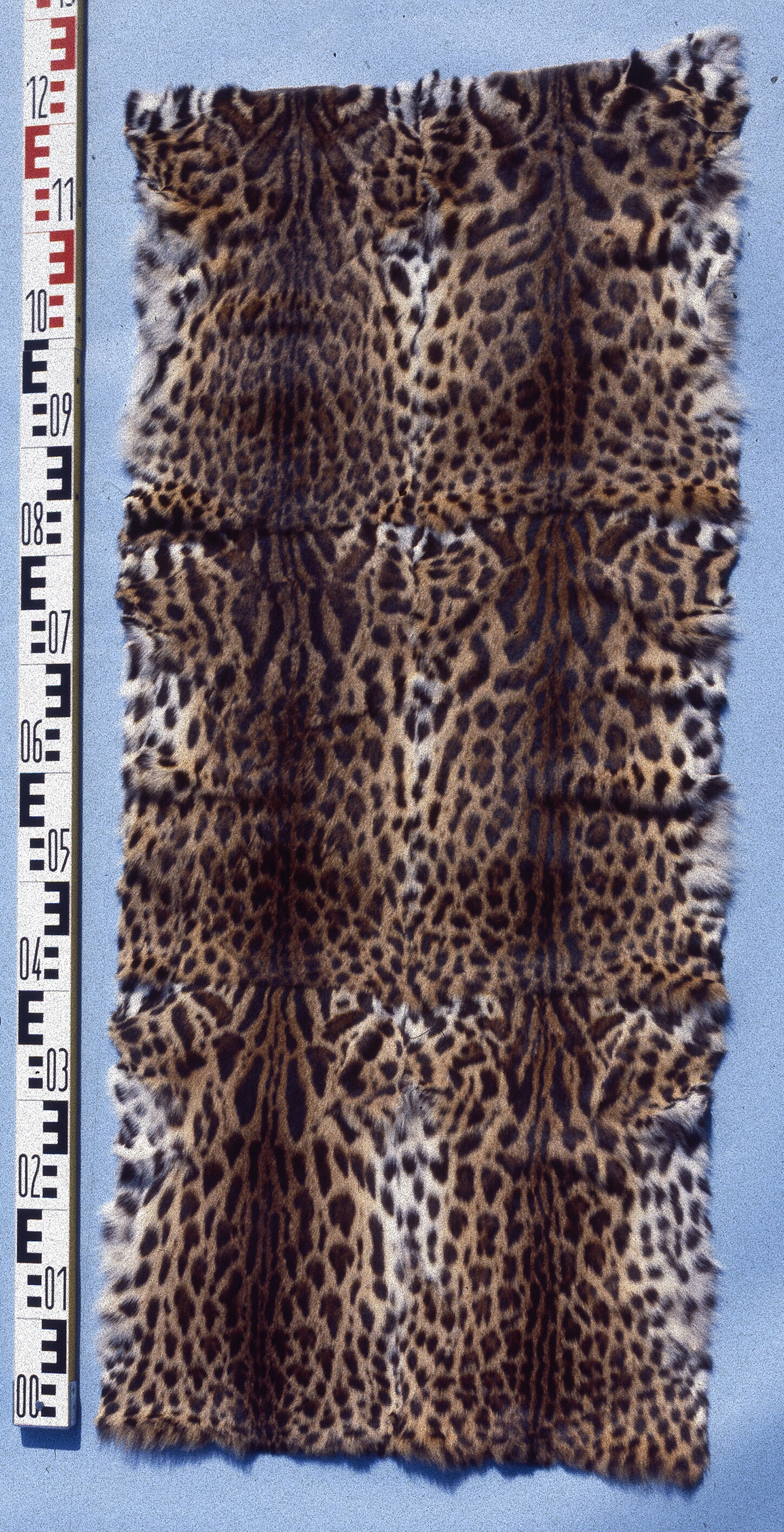
Leopardkatzentafel
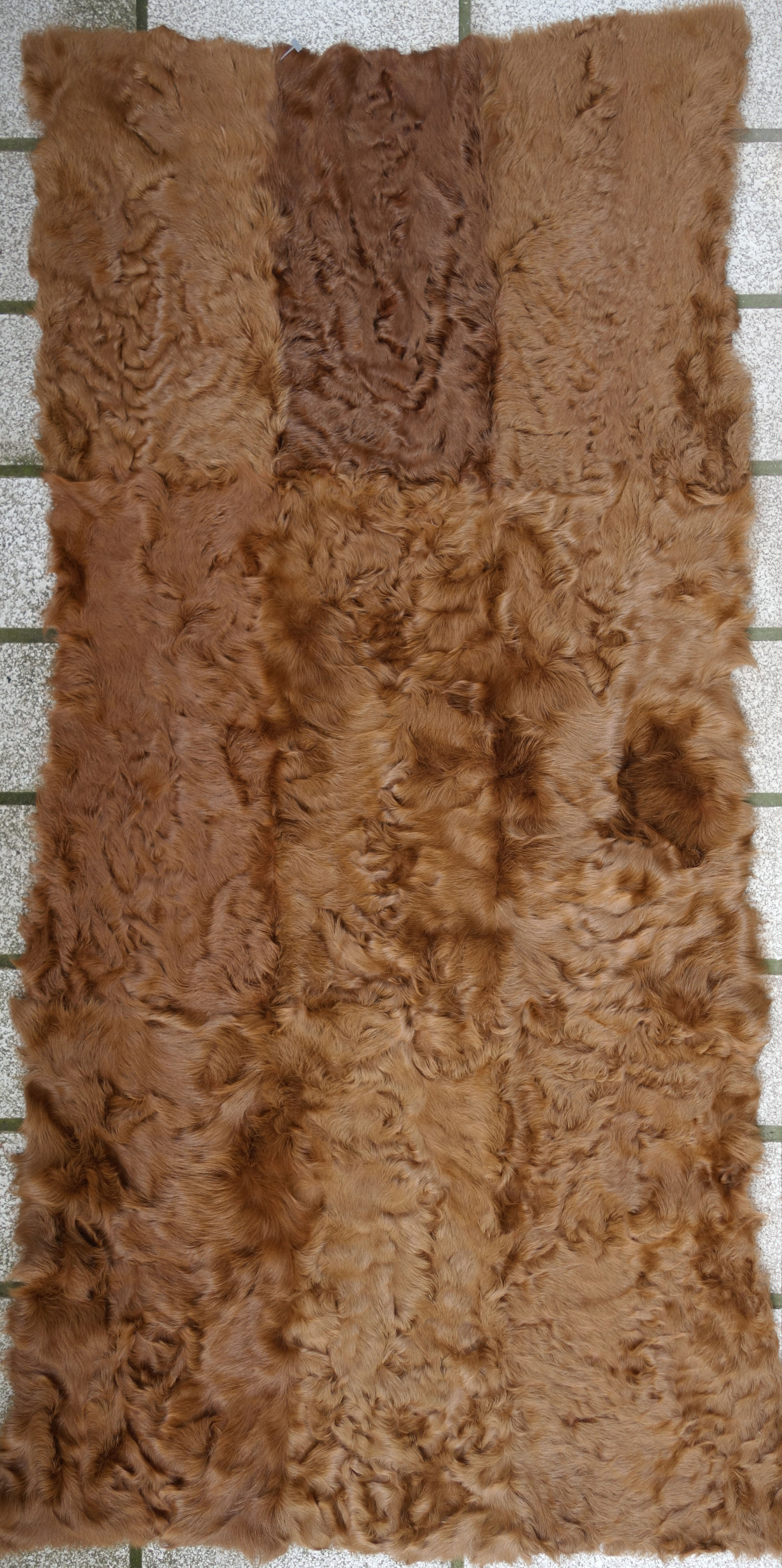
Seidenlamm, gefärbt
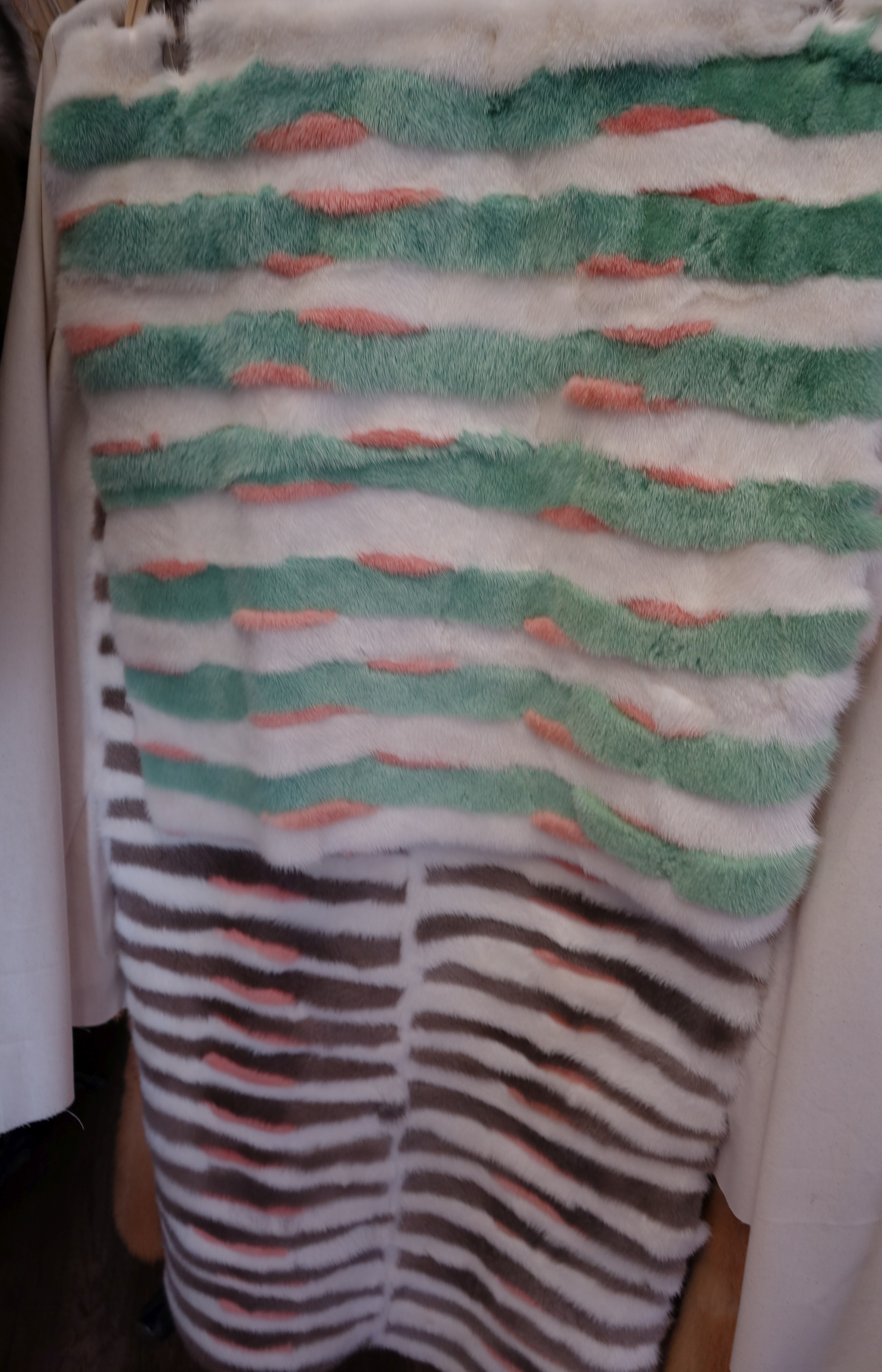
Samtnerz, mehrfarbig gefärbt
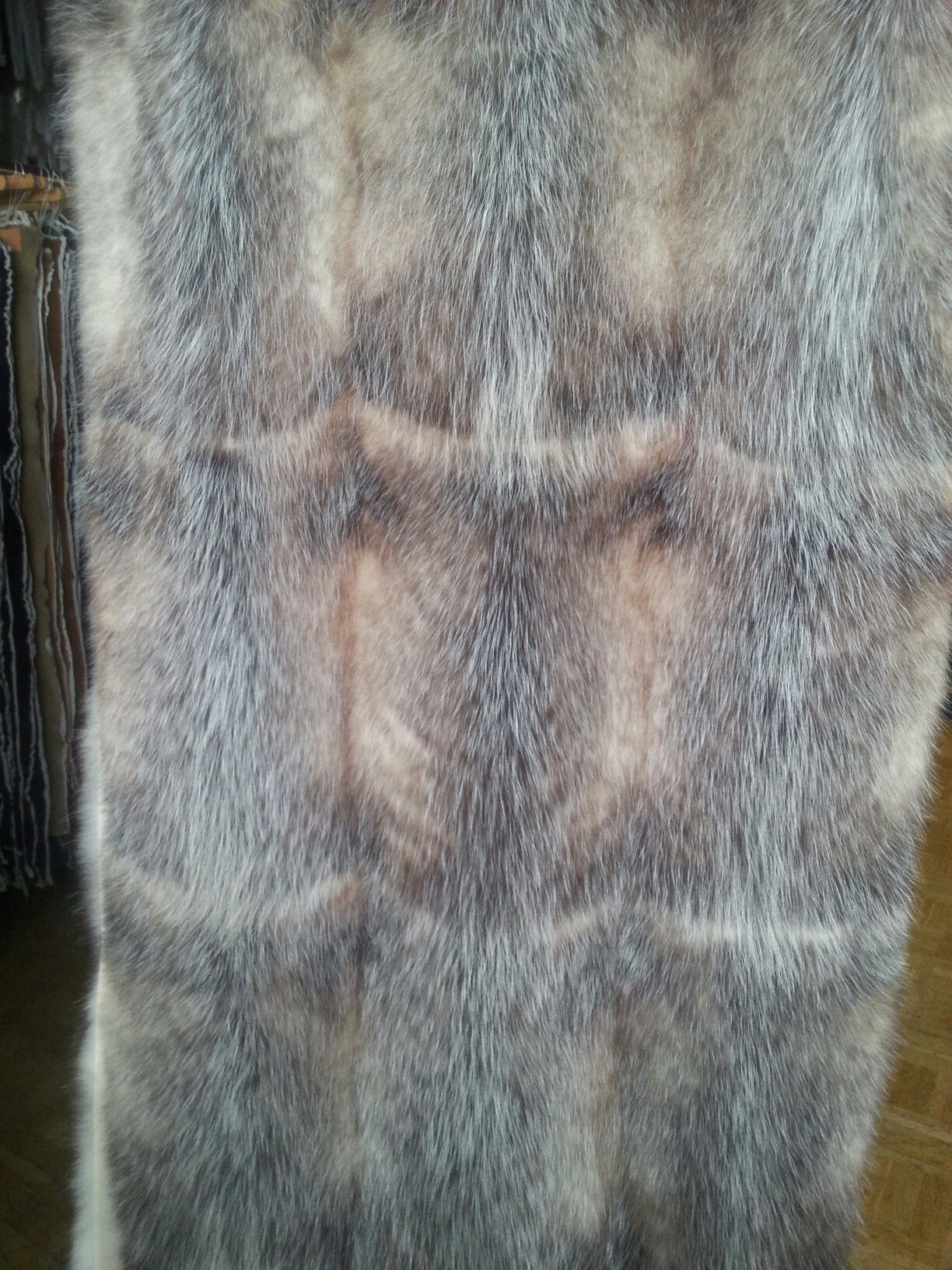
Amerikanisch Opossumtafel
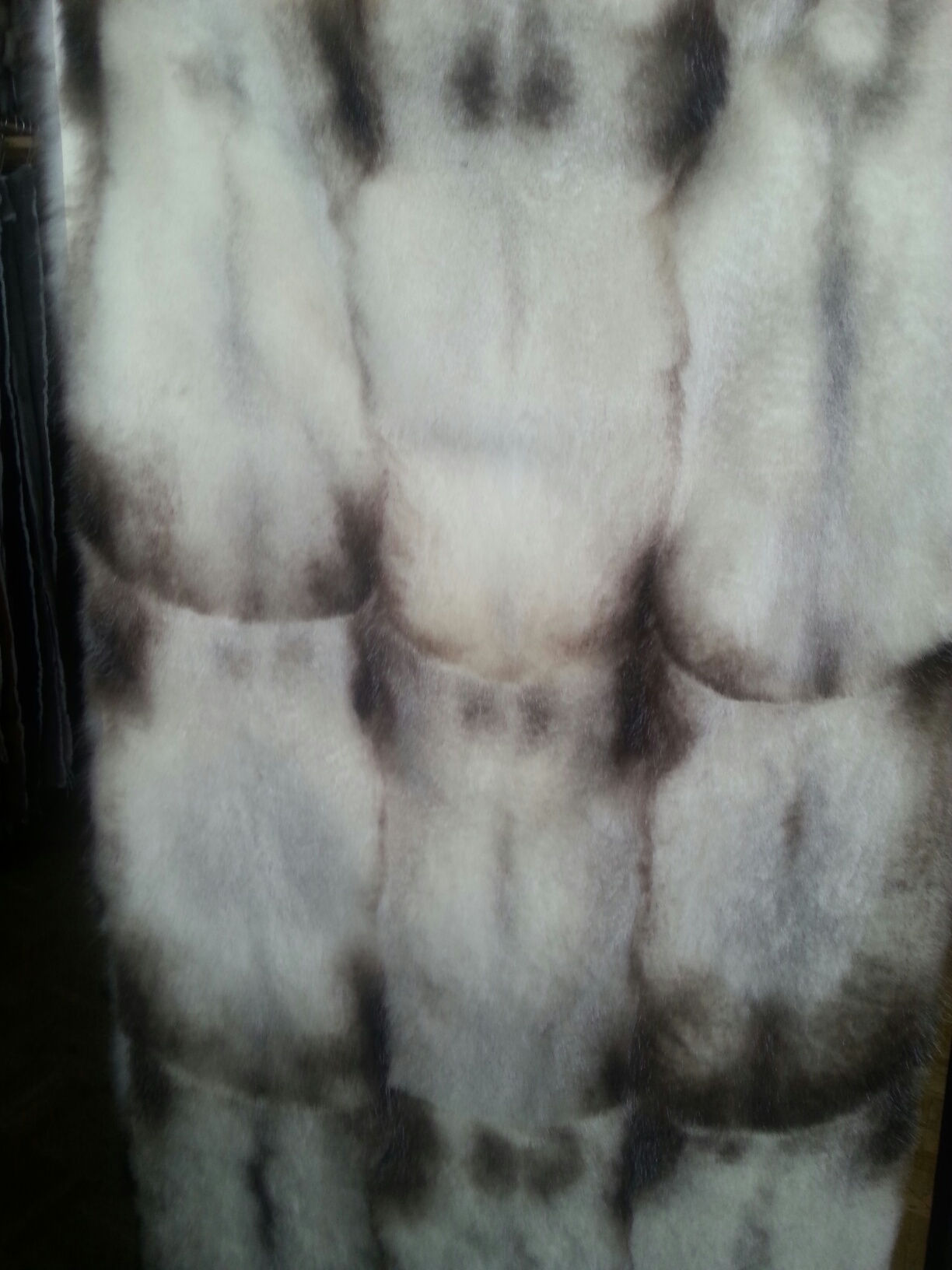
Amerikanisch Opossum, geschoren
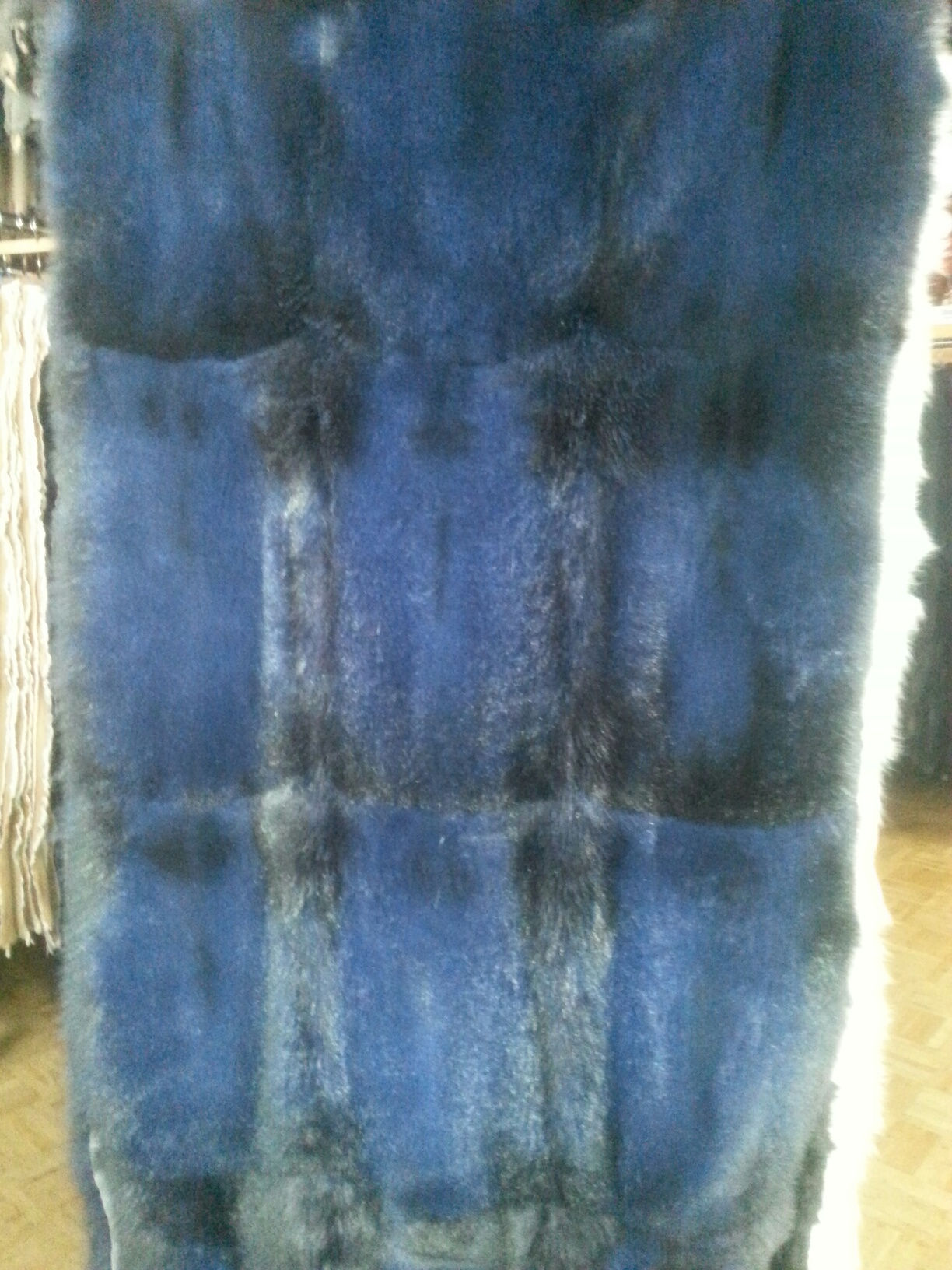
Amerikanisch Opossum, geschoren und gefärbt
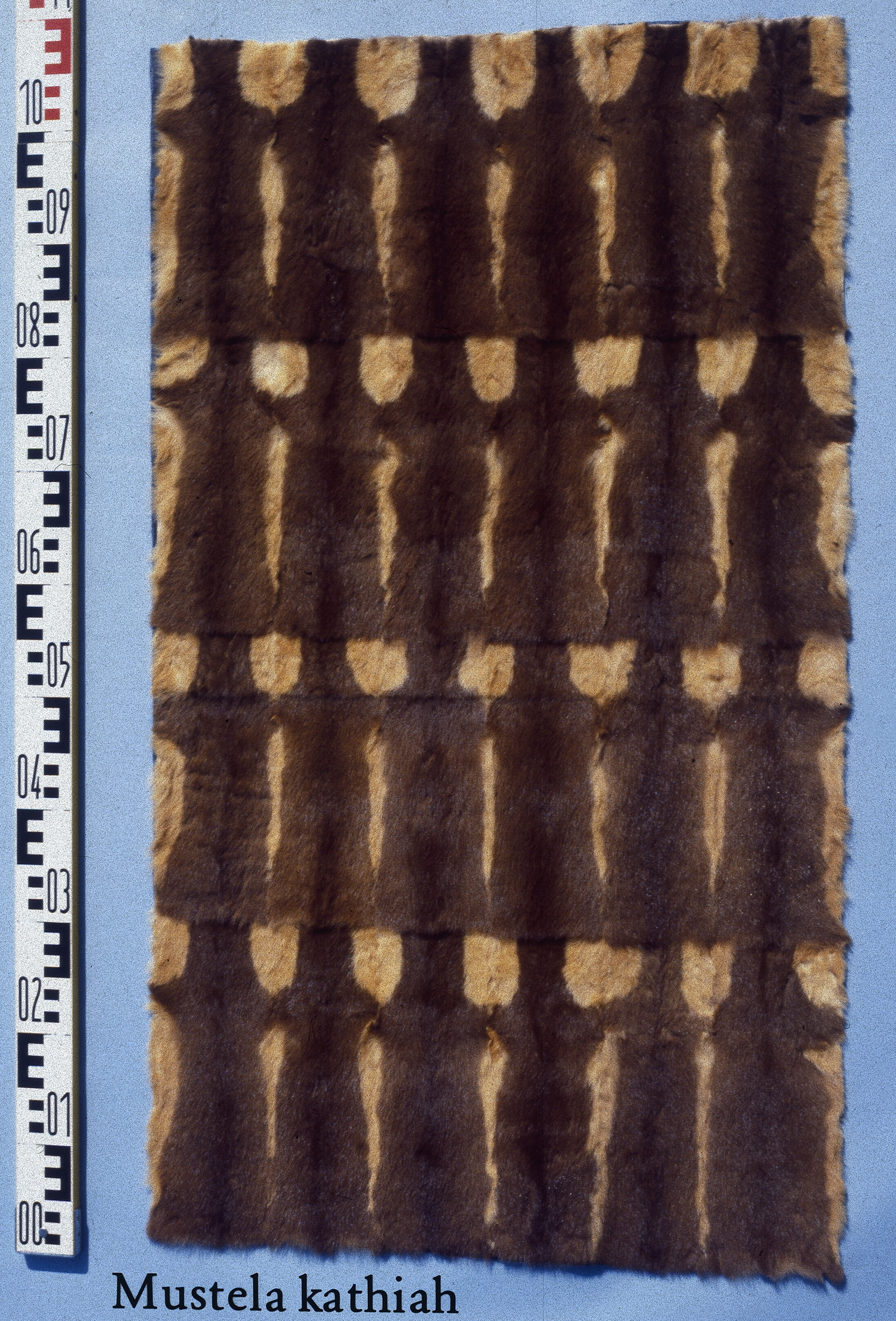
Pine-Weasel-Tafel
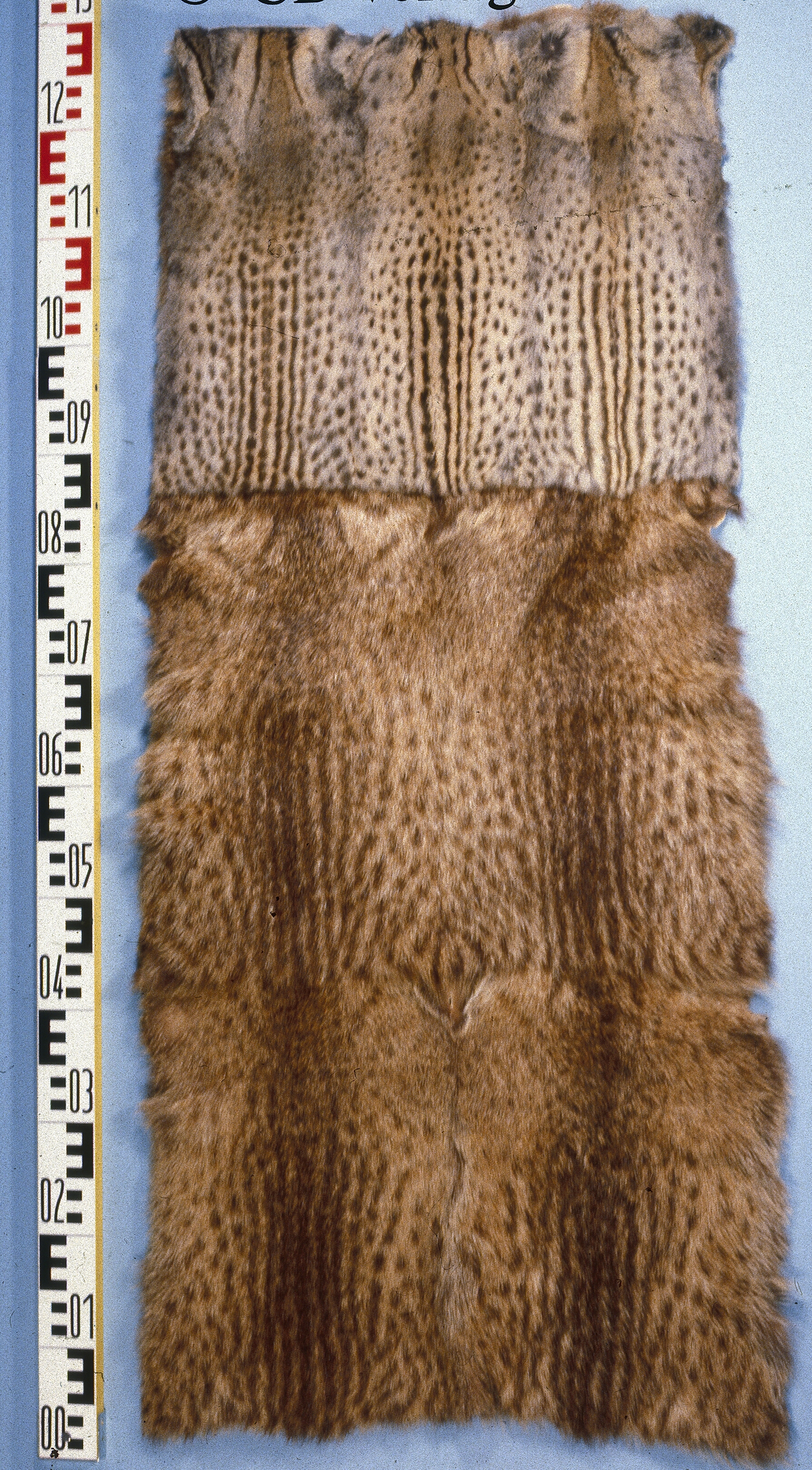
Zibetkatze, unten gerupft
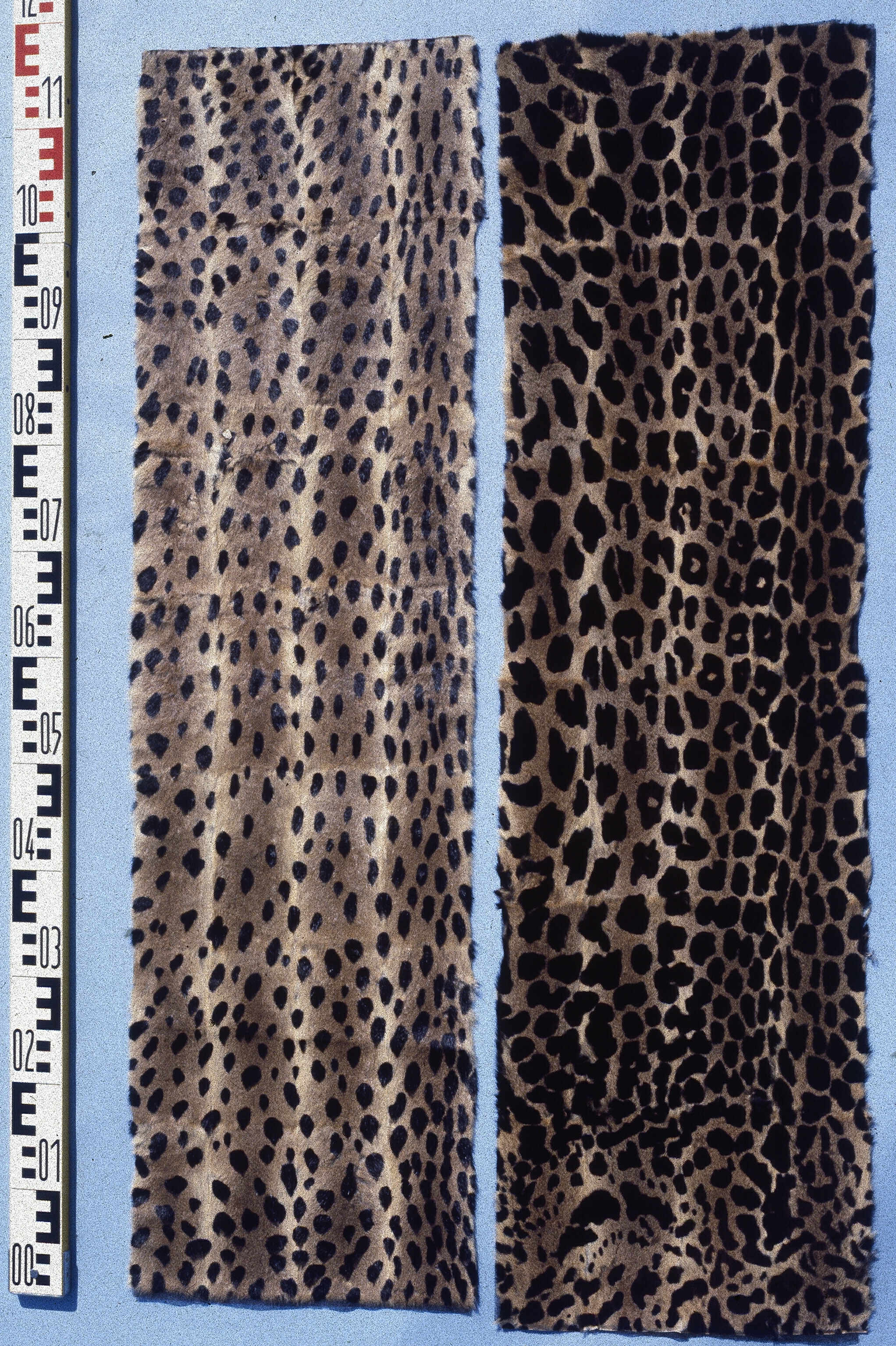
2 Zieseltafelteile, bedruckt

## Liste der zu Halbfabrikaten verarbeiteten Fellarten
Bei der Vielzahl der für Pelzwerk geeigneten Fellarten und Fellsorten sowie dem Wandel der Mode kann die nachfolgende Auflistung keinen Anspruch auf Vollständigkeit beanspruchen, auch wechselt die Art der Manipulation entsprechend der Nachfrage.
| Zu Halbfabrikaten verarbeitete Fellarten (notiert 1958!): | Zu Halbfabrikaten verarbeitete Fellarten (notiert 1958!):   | Zu Halbfabrikaten verarbeitete Fellarten (notiert 1958!): | Zu Halbfabrikaten verarbeitete Fellarten (notiert 1958!):    | Zu Halbfabrikaten verarbeitete Fellarten (notiert 1958!): | Zu Halbfabrikaten verarbeitete Fellarten (notiert 1958!): | Zu Halbfabrikaten verarbeitete Fellarten (notiert 1958!): | Zu Halbfabrikaten verarbeitete Fellarten (notiert 1958!): | Zu Halbfabrikaten verarbeitete Fellarten (notiert 1958!): |
| Bodys                                                     | Tafeln                                                      | Platten                                                   | Streifen                                                     | Futter                                                    | Säcke                                                     | Kreuze (chinesische)                                      | Robes (chinesische)                                       | Matten (chinesische)                                      |
| --------------------------------------------------------- | ----------------------------------------------------------- | --------------------------------------------------------- | ------------------------------------------------------------ | --------------------------------------------------------- | --------------------------------------------------------- | --------------------------------------------------------- | --------------------------------------------------------- | --------------------------------------------------------- |
| Amerikanisch Opossum                                      | Burunduk                                                    | Breitschwanz (schwarze chines. Moiré-Platten)             | Seal-Bisam (ganze Felle)                                     | Astrachan                                                 | Feh (Ganzfeh)                                             | Kanin                                                     | Leopardkatze (chines. Tigerkatze)                         | Hund                                                      |
| Bisam (naturfarben und gefärbt)                           | Fehrücken                                                   | Hund (chinesischer)                                       | Seal-Bisamrücken                                             | Baummarderkehlen                                          | Fehrücken                                                 | Kid                                                       | Pahmi                                                     | Kid                                                       |
| Caloyos-Lamm                                              | Fehwamme                                                    | Katze                                                     | Seal-Bisamwamme                                              | Baummarderpfoten                                          | Fehwamme                                                  | Kidklaue                                                  | Tibetlamm                                                 | Lamm                                                      |
| Chines. Kanin (gefärbt)                                   | Hamster                                                     | Kid u. a. Moiré (chinesische)                             | Seal-Bisamkopf                                               | Baummarderseiten                                          | Hamster                                                   | Lamm                                                      |                                                           | Lammklaue                                                 |
| Chines. Wiesel                                            | Jehol-Lamm (Chines. Astrachan) (Kid-Astrachan) (Tapanchang) | Lammklaue                                                 | Bueno-Lamm (seltener)                                        | Bisamkopf                                                 |                                                           | Lammklaue                                                 | Lammkopf                                                  |                                                           |
| Feh                                                       | Kanin, u. a. Hermelin imitiert                              | Lammkopf, Lammstirn u. a.                                 | Fehrücken (Besätze)                                          | Bisamrücken                                               | Lammkopf                                                  | Ziege                                                     |                                                           |                                                           |
| Murmel (gefärbt)                                          | Kaninkopf                                                   | Lammnacken                                                | Hasen (russische Ganzhasen)                                  | Bisamwamme                                                | Lammohr                                                   |                                                           |                                                           |                                                           |
| Seal-Kanin                                                | Kaninseiten                                                 | Lammohren                                                 | Hasenrücken, gefärbt (russische) (hauptsächlich für Besätze) | Bisam (Ganzbisam; seltener)                               | Tibetlamm                                                 |                                                           |                                                           |                                                           |
| Waschbär (natur, geblendet, gefärbt)                      | Kolinsky                                                    | Leopardkatze chines. Tigerkatze                           | Hasenwammen (russische)                                      | Bisambacken                                               |                                                           |                                                           |                                                           |                                                           |
| Zickel                                                    | Lamm                                                        |                                                           | Kanin (Seal-Nutria)                                          | Bisamstirn                                                |                                                           |                                                           |                                                           |                                                           |
|                                                           | Lammklaue                                                   | Kaninseiten                                               | Bisampumpf                                                   |                                                           |                                                           |                                                           |                                                           |                                                           |
| Maulwurf                                                  | Kaninrücken (seltener)                                      | Bisamstücken                                              |                                                              |                                                           |                                                           |                                                           |                                                           |                                                           |
| Mongolin (Kalgantafeln)                                   | Lammfell (seltener)                                         | Burunduki                                                 |                                                              |                                                           |                                                           |                                                           |                                                           |                                                           |
| Persianerklaue                                            | Maulwurf                                                    | Eichhörnchen (europäisches)                               |                                                              |                                                           |                                                           |                                                           |                                                           |                                                           |
| Persianerklauenspitzen                                    | Persianerklaue                                              | Feh                                                       |                                                              |                                                           |                                                           |                                                           |                                                           |                                                           |
| Schafklaue                                                | Susliki                                                     | Fehkopf                                                   |                                                              |                                                           |                                                           |                                                           |                                                           |                                                           |
| Schirasklaue                                              |                                                             | Fehrücken                                                 |                                                              |                                                           |                                                           |                                                           |                                                           |                                                           |
| Susliki                                                   | Fehwamme                                                    |                                                           |                                                              |                                                           |                                                           |                                                           |                                                           |                                                           |
| Zickel                                                    | Fuchs                                                       |                                                           |                                                              |                                                           |                                                           |                                                           |                                                           |                                                           |
| Zickelklaue                                               | Fuchspfote                                                  |                                                           |                                                              |                                                           |                                                           |                                                           |                                                           |                                                           |
|                                                           | Fuchsstücken                                                |                                                           |                                                              |                                                           |                                                           |                                                           |                                                           |                                                           |
| Hamster                                                   |                                                             |                                                           |                                                              |                                                           |                                                           |                                                           |                                                           |                                                           |
| Iltis                                                     |                                                             |                                                           |                                                              |                                                           |                                                           |                                                           |                                                           |                                                           |
| Kanin (natur, gefärbt, Seal-)                             |                                                             |                                                           |                                                              |                                                           |                                                           |                                                           |                                                           |                                                           |
| Katze                                                     |                                                             |                                                           |                                                              |                                                           |                                                           |                                                           |                                                           |                                                           |
| Kid                                                       |                                                             |                                                           |                                                              |                                                           |                                                           |                                                           |                                                           |                                                           |
| Klippdachs (seltener)                                     |                                                             |                                                           |                                                              |                                                           |                                                           |                                                           |                                                           |                                                           |
| Kolinsky (seltener)                                       |                                                             |                                                           |                                                              |                                                           |                                                           |                                                           |                                                           |                                                           |
| Krestowatiki (Weißfuchssorte)                             |                                                             |                                                           |                                                              |                                                           |                                                           |                                                           |                                                           |                                                           |
| Murmel (natur und gefärbt)                                |                                                             |                                                           |                                                              |                                                           |                                                           |                                                           |                                                           |                                                           |
| Murmelstücken                                             |                                                             |                                                           |                                                              |                                                           |                                                           |                                                           |                                                           |                                                           |
| Native-Cat                                                |                                                             |                                                           |                                                              |                                                           |                                                           |                                                           |                                                           |                                                           |
| Nerz                                                      |                                                             |                                                           |                                                              |                                                           |                                                           |                                                           |                                                           |                                                           |
| Nerzkehle                                                 |                                                             |                                                           |                                                              |                                                           |                                                           |                                                           |                                                           |                                                           |
| Nerzkopf                                                  |                                                             |                                                           |                                                              |                                                           |                                                           |                                                           |                                                           |                                                           |
| Nerzpumpf                                                 |                                                             |                                                           |                                                              |                                                           |                                                           |                                                           |                                                           |                                                           |
| Nerzrücken                                                |                                                             |                                                           |                                                              |                                                           |                                                           |                                                           |                                                           |                                                           |
| Nerzseiten                                                |                                                             |                                                           |                                                              |                                                           |                                                           |                                                           |                                                           |                                                           |
| Nutria                                                    |                                                             |                                                           |                                                              |                                                           |                                                           |                                                           |                                                           |                                                           |
| Nutriaseiten                                              |                                                             |                                                           |                                                              |                                                           |                                                           |                                                           |                                                           |                                                           |
| Possum                                                    |                                                             |                                                           |                                                              |                                                           |                                                           |                                                           |                                                           |                                                           |
| Opossumstücken (seltener)                                 |                                                             |                                                           |                                                              |                                                           |                                                           |                                                           |                                                           |                                                           |
| Petschaniki                                               |                                                             |                                                           |                                                              |                                                           |                                                           |                                                           |                                                           |                                                           |
| Pijiki                                                    |                                                             |                                                           |                                                              |                                                           |                                                           |                                                           |                                                           |                                                           |
| Ringtail                                                  |                                                             |                                                           |                                                              |                                                           |                                                           |                                                           |                                                           |                                                           |
| Siebenschläfer (seltener)                                 |                                                             |                                                           |                                                              |                                                           |                                                           |                                                           |                                                           |                                                           |
| Skunk (südamerikanisch)                                   |                                                             |                                                           |                                                              |                                                           |                                                           |                                                           |                                                           |                                                           |
| Susliki                                                   |                                                             |                                                           |                                                              |                                                           |                                                           |                                                           |                                                           |                                                           |
| Schmaschen                                                |                                                             |                                                           |                                                              |                                                           |                                                           |                                                           |                                                           |                                                           |
| Waschbär                                                  |                                                             |                                                           |                                                              |                                                           |                                                           |                                                           |                                                           |                                                           |
| Steinmarderkehlen                                         |                                                             |                                                           |                                                              |                                                           |                                                           |                                                           |                                                           |                                                           |
| Steinmarderpfoten                                         |                                                             |                                                           |                                                              |                                                           |                                                           |                                                           |                                                           |                                                           |
| Steinmarderseiten                                         |                                                             |                                                           |                                                              |                                                           |                                                           |                                                           |                                                           |                                                           |
| Viscacha                                                  |                                                             |                                                           |                                                              |                                                           |                                                           |                                                           |                                                           |                                                           |
| Viscachakopf                                              |                                                             |                                                           |                                                              |                                                           |                                                           |                                                           |                                                           |                                                           |
| Viscachaseiten                                            |                                                             |                                                           |                                                              |                                                           |                                                           |                                                           |                                                           |                                                           |
| Wallaby                                                   |                                                             |                                                           |                                                              |                                                           |                                                           |                                                           |                                                           |                                                           |
| Wallabystücken                                            |                                                             |                                                           |                                                              |                                                           |                                                           |                                                           |                                                           |                                                           |
| Wiesel (chines., jap. Solongoi)                           |                                                             |                                                           |                                                              |                                                           |                                                           |                                                           |                                                           |                                                           |
| Zickel                                                    |                                                             |                                                           |                                                              |                                                           |                                                           |                                                           |                                                           |                                                           |
| Zobel                                                     |                                                             |                                                           |                                                              |                                                           |                                                           |                                                           |                                                           |                                                           |
| Zobelkehle                                                |                                                             |                                                           |                                                              |                                                           |                                                           |                                                           |                                                           |                                                           |
| Zobelklaue                                                |                                                             |                                                           |                                                              |                                                           |                                                           |                                                           |                                                           |                                                           |
| Zobelseiten                                               |                                                             |                                                           |                                                              |                                                           |                                                           |                                                           |                                                           |                                                           |
| Zobelstücken                                              |                                                             |                                                           |                                                              |                                                           |                                                           |                                                           |                                                           |                                                           |
| Zibetkatze                                                |                                                             |                                                           |                                                              |                                                           |                                                           |                                                           |                                                           |                                                           |

| Liste der Pelzhalbfabrikate Chinas (englisch, um 1980?)      | Liste der Pelzhalbfabrikate Chinas (englisch, um 1980?)            | Liste der Pelzhalbfabrikate Chinas (englisch, um 1980?) | Liste der Pelzhalbfabrikate Chinas (englisch, um 1980?) | Liste der Pelzhalbfabrikate Chinas (englisch, um 1980?) |
| ------------------------------------------------------------ | ------------------------------------------------------------------ | ------------------------------------------------------- | ------------------------------------------------------- | ------------------------------------------------------- |
| Kalgan Lamb Plates                                           | White Slinksheep Skin Plates                                       | Hei Yao Skin Plates                                     | Tsining Kid Head Plates (Grey, White, Black, Mixed)     | Pahmi Head Plates (plucked and unplucked)               |
| Tientsin Lamb Skin Plates                                    | Chekiang Lamb Skin Plates                                          | Plucked Badger Skin Plates                              | Tsining Grey Kid Head Skin Plates Diamond Shape         | Raccoon Leg Plates                                      |
| Peking Lamb Skin Plates                                      | Dog Skin Plates                                                    | Plucked Raccoon Skin Plates                             | Lamb Leg Plates                                         | Raccoon Neck Plates, plucked                            |
| Shantung White Lambskin Plates (Type A. C.)                  | Plucked Hare Skin Plates                                           | Pony Skin Plates                                        | Shantung Lamb Leg Plates (White, Mixed)                 | Civet Cat Neck Plates (plucked and unplucked)           |
| Pearl Lamb Skin Plates                                       | Antelope Skin Plates                                               | Standard Mink Skin Plates                               | Kid Leg Plates                                          | Various Kinds of Rabbit Piece Skin Plates               |
| Kidskin Plates                                               | Abortive Calf Skin Plates                                          | Kolinsky Skin Plates                                    | Tsining Kid Leg Plates (Grey, White, Black, Mixed)      |                                                         |
| Tsining Grey Kidskin Plates, Chevron Made                    | Shantung Dog Skin Plates                                           | Weasel Skin Plates                                      | Tsining Grey Kid Leg Plates, Chevron Made               |                                                         |
| Tsining Grey Kidskin Plates (Yellow, Grey, Mixed)            | Inner Mongolian Dog Skin Plates                                    | Fitch Skin Plates                                       | Cat Leg Plates                                          |                                                         |
| Rabbit Skin Plates (White, Black, Mixed)                     | East China Dog Skin Plates with Design                             | Laska Skin Plates                                       | Cat Neck Plates                                         |                                                         |
| White Rabbit Skin Plates, Chevron Made                       | Designed Dog Skin Plates (Yunkwei, East China and Northeast China) | Squirrel Skin Plates                                    | Peking Black Lambskin Plates (Type A. B.)               |                                                         |
| Beaver Rabbit Skin Plates (White, Grey, Brown, Black, Mixed) | Kiukiang Civet Cat Skin Plates, Plucked                            | Pine Squirrel Skin Plates                               | Leopard Cat Leg Plates                                  |                                                         |
| Chinchilla Rabbit Skin Plates                                | Civet Cat Skin Plates, Plucked                                     | Muskrat Skin Plates (Back, Belly, Head, Chevron Made)   | Leopard Cat Neck Plates                                 |                                                         |
| Hare Skin Plates                                             | Fox Skin Plates                                                    | Buranduki Skin Plates                                   | Leopard Cat Belly Plates                                |                                                         |
| Raccoon Hare Skin Plates                                     | Northwest China Fox Skin Plates                                    | Tree Squirrel Skin Plates                               | Chin Yao Leg Plates                                     |                                                         |
| Northeast China Goat Skin Plates                             | Liao Tong Fox Skin Plates                                          | Yellow Rat Skin Plates                                  | Huang Yao Leg Plates                                    |                                                         |
| Shantung Goat Skin Plates                                    | Liao Si Fox Skin Plates                                            | Mountain Rat Skin Plates                                | Tibet Lamb Leg Plates                                   |                                                         |
| Kalgan Goat skin Plates                                      | Pahmi Skin Plates                                                  | Leopard Rat Skin Plates                                 | Lamb Ear Plates                                         |                                                         |
| Plucked Goat Skin Plates                                     | Plucked Pahmi Skin Plates                                          | Lamb Head Plates                                        | Lamb Neck Plates                                        |                                                         |
| Sheared Sheep Skin Plates                                    | Marmot Skin Plates                                                 | Lamb Head Plates                                        | Lamb Thigh Plates                                       |                                                         |
| Designed Sheared Sheep Skin Plates                           | Ching Yao Skin Plates                                              | Shantung Lamb Head Plates (White, Mixed)                | Pahmi Leg Plates (plucked and unplucked)                |                                                         |
| Tibet Lamb Skin Plates                                       | Huang Yao Skin Plates                                              | Kid Head Plates                                         | Pahmi Neck Plates (plucked and unplucked)               |                                                         |